# 對穆斯林的迫害
對穆斯林的迫害是指對任何信仰伊斯蘭教的信徒和（或）具有穆斯林身份的人，進行宗教、政治迫害之事件。本條目列出了整個伊斯蘭歷史中，穆斯林人口被非穆斯林群體所迫害之事件，這段歷史與中世紀和現代歷史相吻合。在早期的伊斯蘭教發源地麥加，這些信奉伊斯蘭教的新穆斯林經常受到異教麥加人（通常被稱為穆什里金：無神論者或多神教徒）的虐待和迫害；在當代，穆斯林在一些國家存在宗教限制，各種恐伊斯蘭事件也時不時地發生，比如基督城清真寺槍擊案、阿富汗衝突等等。

## 中世紀

### 建教初期
在伊斯蘭教建教初期，穆斯林時常遭到異教麥加人（通常稱為穆什里金：指無神論者或多神論者）的虐待和迫害，有些人更因此遭到殺害，例如第七位信奉伊斯蘭教的蘇瑪耶·賓特·卡耶特，據稱他被阿姆鲁·伊本·希沙姆折磨至死。伊斯蘭先知穆罕默德也曾受到不良對待，比如他在克爾白附近祈禱時，他被烏克巴·伊本·阿比·穆艾特用獻計用的駱駝內臟丟在他的身上；阿比的妻子阿瓦·賓特·哈布也會定期將垃圾丟在他的門外，並在其回家的路上佈滿了荊棘。是以，自由身的穆斯林都會被攻擊，更別說是奴隸身分的穆斯林了。衣索比亞人比拉勒（後來的第一位穆安津，他同時是第一位黑人穆斯林）的主人將他拉到正午炙熱的沙漠中，並在他的胸口上放一顆沉重的石頭，要求他放棄伊斯蘭教並隊多神教的眾神祇祈禱，但他並不因此妥協，直到後來被阿布·巴克爾用重金救走為止。

### 十字軍

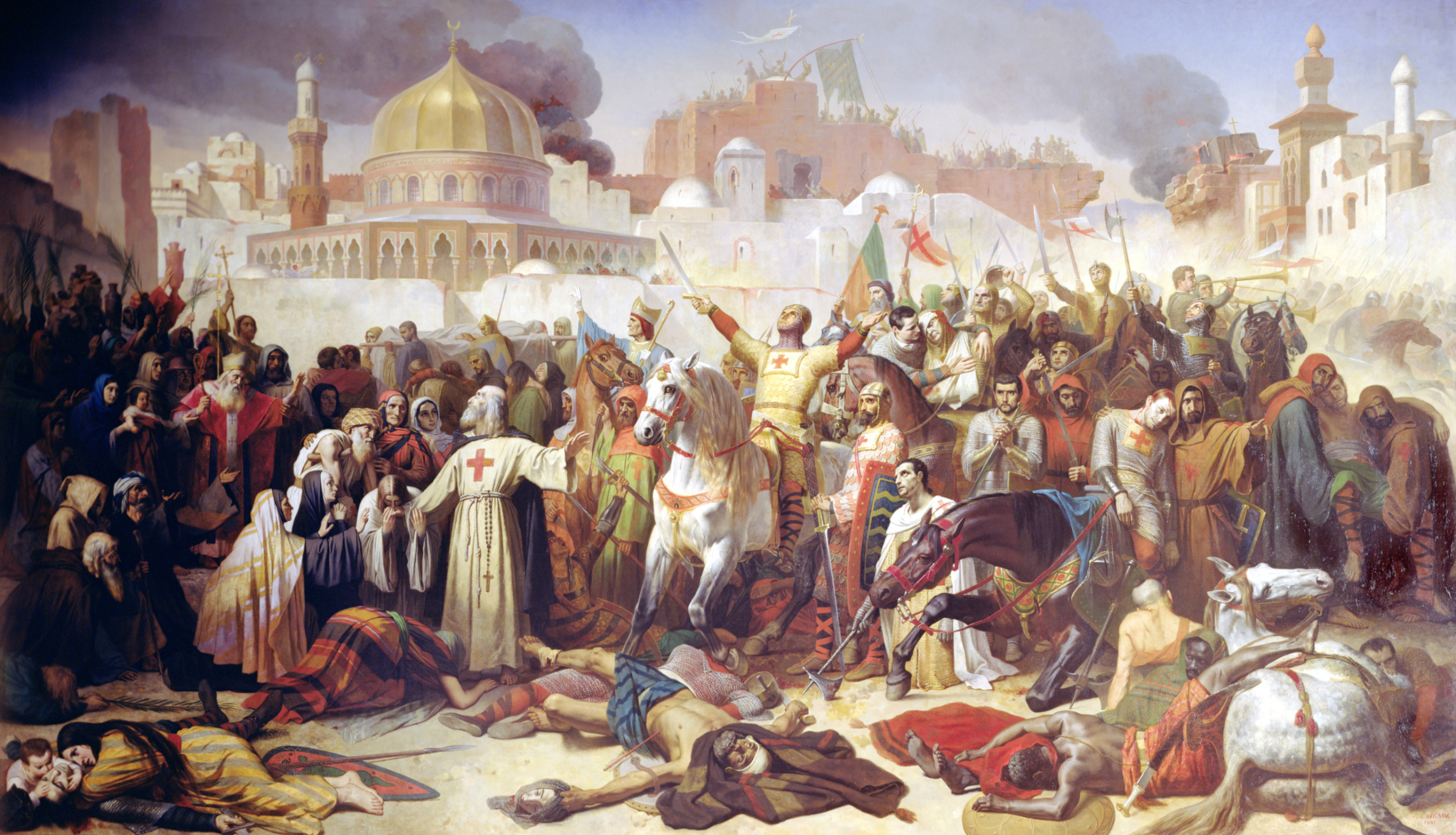
1099年十字軍佔領了耶路撒冷

第一次十字軍的東征是由教皇烏爾巴諾二世在1095年發起，目的是為了從穆斯林手中，奪回自638年拜占庭帝國丟失的耶路撒冷與聖地。法蒂瑪王朝哈里發哈基姆·比阿穆爾·阿拉（另稱瘋狂哈里發）在1009年派人摧毀了古老而宏偉的聖墓教堂（建於君士坦丁時代），以及聖地內眾多的基督教教堂與聖地。該事件與殺害從拜占庭前往耶路撒冷的日耳曼朝聖者的事件，引發了歐洲各地的憤怒，並激發教皇烏爾巴諾二世，號召所有天主教統治者、騎士和紳士們奪回由穆斯林統治的聖地。
1098年，埃及的法蒂瑪王朝從塞爾柱人手中奪回耶路撒。1099年5月7日十字軍到達耶路撒冷，7月15日十字軍拆除了部分城牆並攻進城市，結束了圍攻戰。在當天下午、晚上和隔天早上，十字軍幾乎殺死了耶路撒冷所有的居民，包括穆斯林和猶太人。儘管有些穆斯林跑到聖殿山的阿克薩清真寺尋求庇護，但仍無一倖免的被十字軍追殺。根據匿名的古斯塔弗蘭庫姆的說法，這可能是第一次十字軍東征的最有價值的當代資料之一：「......屠殺如此之大，以至於我們的人的鮮血浸染到他們的腳踝上......」。加利利親王坦克雷德雖然為自己佔領了聖殿區，並為那裡的一些穆斯林提供保護，但他並無法阻止他們死於其他十字軍同胞的手中。根據沙特爾的富爾徹的說法：「確實，如果你在場的話，你會看到我們的腳底和腳踝都被死者的鮮血染紅了。但我還能說些什麼呢？他們都沒能活下來，婦女和兒童也一樣，無一倖免。」
在第一次十字軍東征和耶路撒冷大屠殺期間，據稱十字軍舉著十字架，圍繞著尖叫著、被火焰折磨的人們唱著「基督我們崇拜你！」穆斯林被不分青紅皂白地殺害，而那些在猶太教堂避難的猶太人，則在十字軍燒毀教堂時死亡。

### 南意大利和西西里島
西西里島原是拜占庭帝國的一部分，在長達一個世紀的戰爭後，該島於965年被阿格拉布王朝征服，直到1091年被西西里諾曼人奪走。這段期間，他們會要求吉茲亞（非穆斯林族群）徵稅；另一項會對他們徵收的稅是八月稅。自1160年代，倫巴底開始屠殺穆斯林，因此西西里島上的穆斯林和基督教族群在地理上逐漸分離。該島的東北部由基督教族群主導，穆斯林則被隔離在該島的西南半部，並且很依賴於該國王室的保護。古列爾莫二世（綽號好人的國王）去世之後此保護解除，島上穆斯林開始受到廣泛攻擊，西西里的坦克雷迪擔任西西里國王期間更爆發穆斯林起義，最後該王國對穆斯林的容忍，隨著霍亨斯陶芬王朝控制權的增加而告終。腓特烈二世透過許多壓迫性措施，以取悅那些不能容忍伊斯蘭教的基督教世界族群，導致西西里穆斯林的叛亂、以及後續對穆斯林的組織性報復，終結伊斯蘭教在西西里島的傳播。叛亂減弱後由於教皇的直接壓力，腓特烈二世將他所有的穆斯林臣民大規模轉移到義大利本土上。1224年，腓特烈二世將所有的穆斯林逐出該島，接下來的二十年裡許多人轉移到卢切拉（阿拉伯語稱為 Lugêrah），在這種受控環境下他們無法挑戰西西里的王室權威，並在稅收和兵役方面貢獻王室。他們的人數最終達到15,000到20,000人，盧塞拉也被稱為盧塞拉撒拉塞諾魯姆（Lucaera Saracenorum），代表此地是伊斯蘭世界在義大利地區的最後一個據點。在和平時期，這些住在盧塞拉的穆斯林多為農民，他們種植硬粒小麥、大麥、莢果、葡萄和其他水果，他們也會養殖蜜蜂來獲取蜂蜜。後來，卡洛二世在教皇的支持下，摧毀了穆斯林在盧切拉的定居點，穆斯林們要麼被屠殺，要麼被強迫改宗基督教，要麼被奴役，要麼被流放，清真寺都被拆除並常於原址新建教堂，例如盧切拉主教座堂，該清真寺是當時坐落於義大利的最後一座清真寺。而在一些被流放的穆斯林當中，許多人在亞得里亞海對岸的阿爾巴尼亞尋求庇護。14世紀後，伊斯蘭教不再是義大利半島的主要宗教。
阿格拉布王朝除了征服西西里島外，也同時征服了馬爾他島。《Kitab al-Rawd al-Mitar》記載這座島被征服後便淪為廢墟，後來被穆斯林改造為據點。隨後西西里諾曼人同時征服了它與西西里島。諾曼人並沒有進一步干涉島上的穆斯林事務，並給予他們朝貢國地位。儘管如此，他們的征服還是導致了該島的基督化與拉丁化。後來12世紀時，統治者廢除了對殺害穆斯林的基督徒群體的年度罰款，這意味著他們對穆斯林的保護已然下降。大多數馬爾他穆斯林在1271年被驅逐出境。15世紀末所有馬爾他穆斯林都皈依了基督教，這使得他們不得不想辦法通過拉丁化，或採用新的姓氏來掩飾他們以前的身份。

### 蒙古帝國入侵
成吉思汗與後來的元朝皇帝皆頒布了禁止清真屠宰等伊斯蘭習俗之限制法令，並迫使穆斯林遵循蒙古屠宰動物的方法，因此，穆斯林被迫秘密屠宰羊群。成吉思汗稱這些穆斯林為「奴隸」，並命令他們遵循蒙古人的飲食方法；此外割禮也被禁止。到了後期，元朝朝廷的腐敗與對穆斯林的迫害已然嚴重到許多穆斯林紛紛加入漢人的起義，共同對抗蒙古人，明朝建國者朱元璋雇用了藍玉等穆斯林將軍，他們在反抗蒙古人的戰役擊敗過他們。一些穆斯林族群會稱自己族群為「kamsia」（意思是閩南語的謝謝），之所以他們會這麼自稱，因為漢人曾讚許他們在幫助他們推翻蒙古人的重要功績。

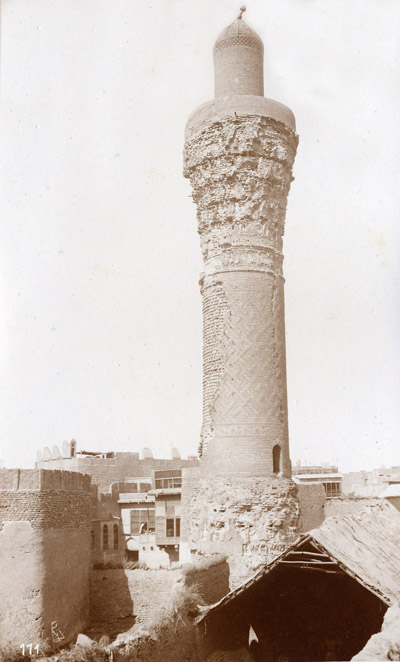
蒙古統治者旭烈兀在圍攻巴格達期間摧毀巴格達一座清真寺

在成吉思汗的統治下，蒙古帝國入侵了中亞，隨後的1258年，他們攻下了巴格達，至此蒙古帝國的統治範圍遍及亞洲大部分的穆斯林族群。阿拔斯帝國遭到毀滅，伊斯蘭文明遭到重創，尤其是美索不達米亞，騰格里教與佛教成為該地區的主要宗教。然而，蒙古帝國征服該地區的目的不是為了傳教，而是獲得那裏的財富。後來許多蒙古可汗，諸如完者都以及伊兒汗國、欽察汗國統治者，最後都連同他的子民改信伊斯蘭教。這就是蒙古人戰爭的特點：蒙古人從不會試圖用任何其他宗教來取代伊斯蘭教，他們只會從任何不服從他們統治的地方掠奪他們想掠奪的商品而已，甚至在蒙古人統治的元朝，穆斯林的科學家受到推崇，伊斯蘭教也獲得了一定尊重。穆斯林史學家伊本·艾西爾層對於蒙古帝國的入侵如此感歎：
這些事件的嚴重性和可憎性，使得我很不願對這些事件進一步敘述。即便是現在，我也不會談論此事，因為誰會認為唱出一首伊斯蘭與穆斯林的死亡之歌是一件輕而易舉的事，或者誰覺得講述這個故事很容易？哦，我的母親沒有生下我！
更多詳細的迫害舉動包括：
- 曾收藏了涵蓋醫學到天文學的無數珍貴的歷史文獻和書籍的智慧宮被摧毀。據倖存者表示這些書籍都被扔進底格里斯河，隨後這條河流被墨水沾染成黑色。[38]
- 巴格達的市民曾試圖要逃跑，但都被蒙古軍隊攔截並殺害，Martin Sicker寫道該事件可能有近90,000人死亡。[39]其他宣稱的死亡人數都比這個多，比如《紐約客》的伊恩·弗雷澤聲稱：該戰役的死亡人數估計在20萬到100萬人區間。[40]
- 蒙古人洗劫並摧毀了所有市內的清真寺、宮殿、圖書館和醫院，不少遊好幾代人建立的宏偉建築跟著被燒毀。
- 該國哈里發被俘虜，並眼睜睜看著它的國民被殺害，國庫被洗劫一空。根據信史的記載，蒙古人將穆斯塔綏木裹在一張毛毯裡，並用騎馬將其踐踏而死（這是蒙古人對王公貴族或是敬重的敵軍之處死方法，相傳如斬首見血，則無法為長生天所接納）。其子孫僅剩一個被送去蒙古，其餘皆被殺害。

在旭烈兀的景教妻子脫古思可敦的勸說下，該城市的基督徒免於被殺害的命運。不僅如此，旭烈兀還為馬基哈二世在皇宮內，建立屬於他的大教堂。而到最後，伊兒汗國的第七任統治者合贊從原先的騰格里教改信伊斯蘭教，從而導致了該地區的騰格里教、佛教的沒落，並被伊斯蘭教所取代，之後蒙古四大汗國中有三個都信奉伊斯蘭教。

### 伊比利亞半島

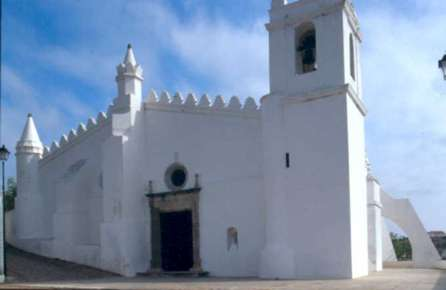
葡萄牙梅爾圖拉的一座老清真寺，現已被改成教堂

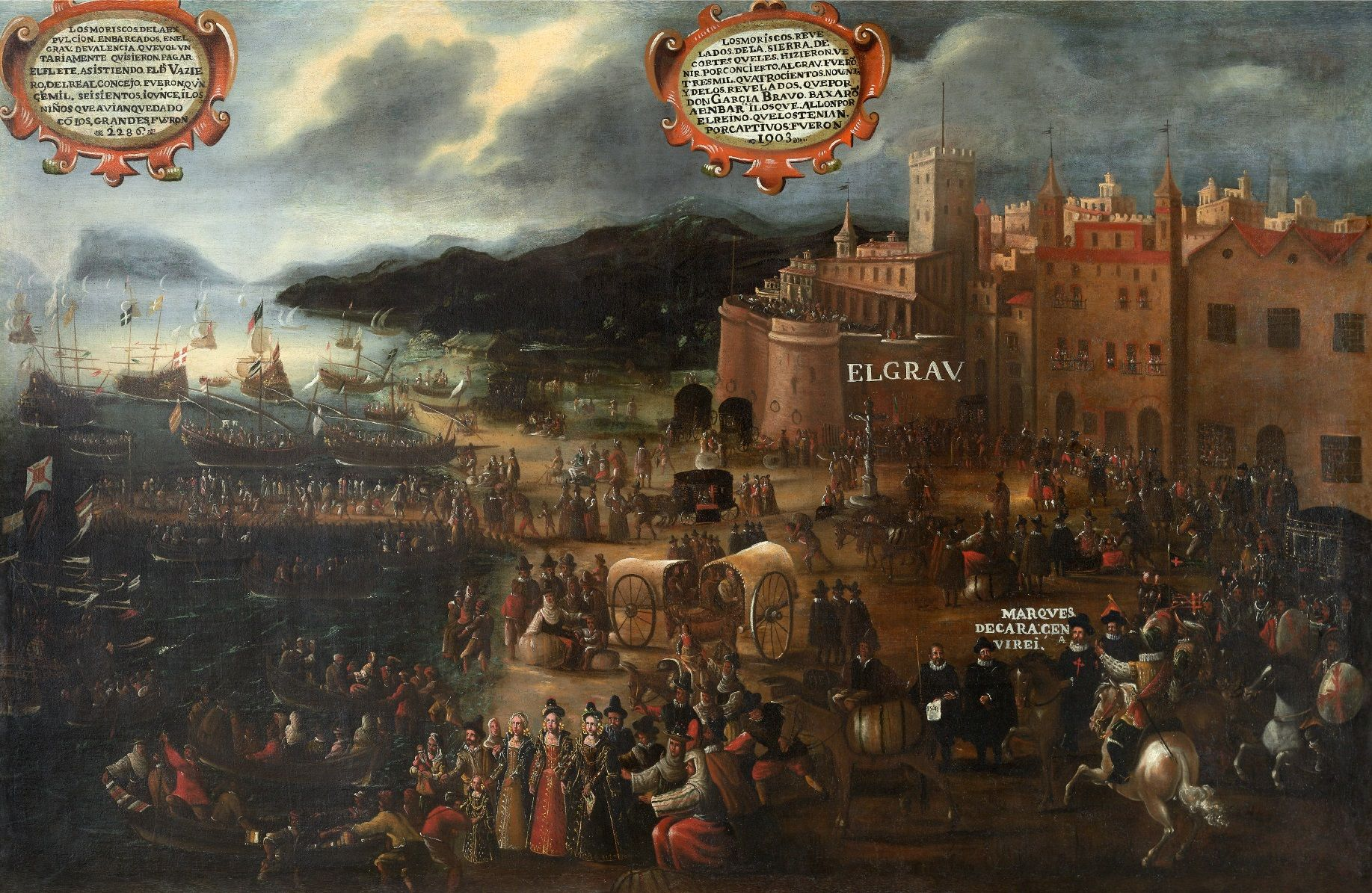
驅逐摩里斯科人

阿拉伯帝國在柏柏人主要的協助下，在711年攻進西班牙，並在725年征服了整個西哥德王國。勝利的倭馬亞人可能在大多數城鎮中，允許當地人有條件地投降，進而快速達成妥協，然而情況並非總是如此，像是梅里達、科爾多瓦、托萊多或納博訥等等都是被圍攻之後被征服。與當地人達成的妥協是基於尊重它們每個地方所使用的法律和傳統，因此哥特人可以繼續在新的統治者統理下，被他們自己的法庭和法律統治，哥德式教堂仍然存在並與新統治者合作管理。由穆斯林統治的安達魯斯（伊比利半島）一直統治著該半島直到1492年被北方的基督教勢力趕走為止。
十字軍的到來以及北非的穆拉比特王朝於1086年的馳援，增加了族群之間的困難共存，包括基督教統治領土上的穆斯林，或者摩爾阿拉伯禮的基督徒（與北方王國的那些完全不同），以及其他少數群體。穆瓦希德王朝，原为狂熱的北非教派，於後來佔領了安達盧斯。他是是唯一一個要求基督徒和猶太人皈依伊斯蘭教，否則流放、處死的伊比利亞穆斯林統治者。
在北方的基督教國家試圖往南擴張的同時，該國會基於當地的投降情況，當地穆斯林允許在苛刻的限制下留下（他們被稱為穆德哈爾），一些人被迫改信基督教。在格拉納達戰爭之後，所有的西班牙穆斯林都歸基督教管了。他們（穆德哈爾）主要以阿拉伯語或莫扎拉布語為主，改變他們信仰的行動也沒有成功，之後該國逐漸立法來消滅伊斯蘭教，最終導致穆斯林們被強制帶進西班牙宗教裁判所審判。那些改信基督教的穆斯林被稱為摩里斯科人並被認為是新基督徒。1566年5月25日，進一步的法律要求那些人必須放棄阿拉伯語並更換服裝；每禮拜五根特定節日都要把門打開；公共和私人的浴室被拆除。而之所以要求開門的原因是為了檢察那些人有沒有偷偷慶祝任何伊斯蘭節日。浴場的摧毀命令則是由西班牙的腓力二世下令，原因是它們是不忠的遺物，因為他們曾被穆斯林用來進行淨化儀式。任何擁有阿拉伯語書籍或文件的人，幾乎是代表不服從的具體證據，並受到嚴厲的報復和懲罰。1568年1月1日，基督教牧師奉命將所有3至15歲的摩里斯科兒童送到學校，並被迫學習卡斯蒂利亞和基督教的教義。1609年至1614年間，摩里斯科人被驅逐出西班牙。他們被迫「在死亡和沒收的威脅中痛苦離開，未經審判或判決……任何錢、金條、珠寶或匯票都不能帶走……除了他們可以帶走的東西」。

### 波蘭立陶宛聯邦

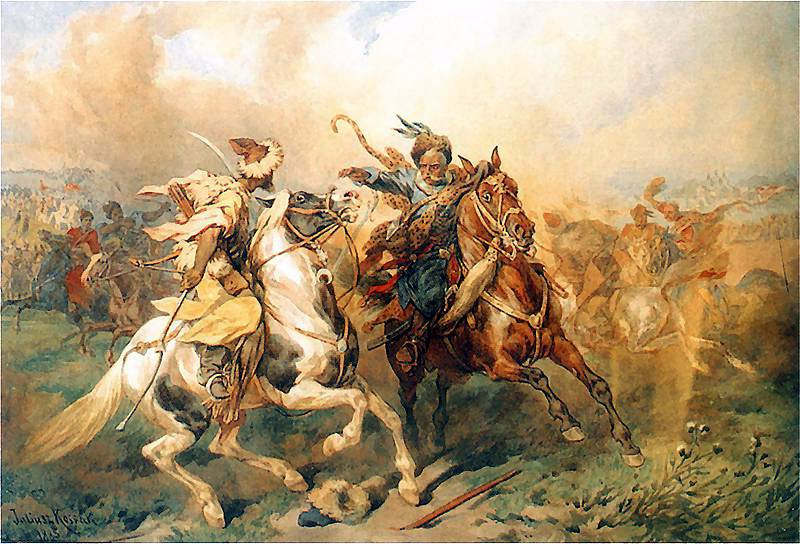
韃靼之舞，由朱利葉斯·科薩克所畫

利普卡韃靼人（又稱立陶宛韃靼人、波蘭韃靼人），是一群居住在立陶宛大公國並被波蘭化的韃靼穆斯林群體。由於波蘭立陶宛聯邦天主教會的反宗教改革，導致有不少穆斯林、猶太教徒與東正教徒遭到迫害。穆斯林被迫害的方式，包括禁止修繕舊清真寺、阻止建造新清真寺、禁止穆斯林發行的基督徒農奴制、禁止穆斯林與基督徒結婚、在波蘭-鄂圖曼戰爭期間限制韃靼人的財產所有權等等措施，使得這些韃靼人最終決定叛亂。

### 錫克教卡爾薩和錫克帝國

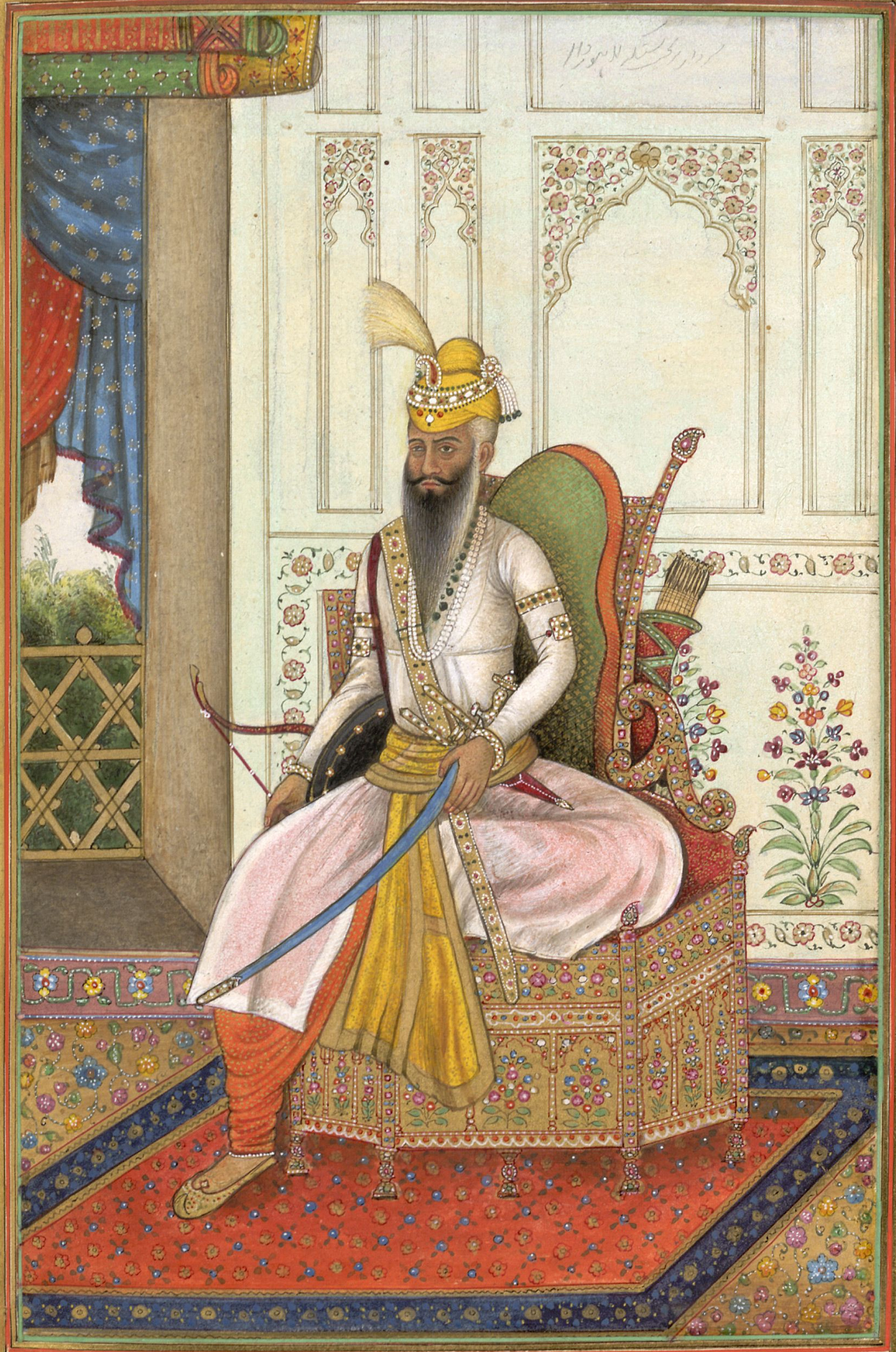
蘭季德·辛格摩訶拉者

在1709年，錫克教徒佔領了薩馬納後，對當地的居民展開屠殺，約有一萬名手無寸鐵的穆斯林男女被殺害。在圍攻西爾欣德之後，班達辛格巴哈杜爾下令處決所有男人、女人和兒童，西爾欣德所有的男女老少不是被活活燒死就是被殺死。1757年12月，錫克教徒分別劫掠了Doab和賈朗達爾。其中，「兒童被丟在刀下，婦女被拖出來並被強制改信錫克教」，清真寺被豬血玷汙，納西爾·阿里的屍體被錫克教徒挖出，並被丟棄其中。蘭季德·辛格攻進了巴拉希薩爾後，即洗劫了整座城市，巴拉希薩爾的皇宮甚至被全部燒毀。
米斯爾·迪萬·昌德在1354年以後成為克什米爾的第一位印度教總督，他頒布了數十項反穆斯林法律：他提高了對穆斯林的稅收，拆除了斯利那加的賈瑪清真寺，並要求他們禁止屠宰牛類，任何發現牛類被屠宰的一律殺無赦。他還下令綁架所有普什圖和烏茲別克婦女，並在拉合爾──錫克帝國的首都──非常熱鬧的市場賣掉她們。蘭季德·辛格曾幫助了杜蘭尼王朝的艾哈邁德沙·杜蘭尼（阿富汗國父）之孫沙哈·舒賈，並希望他可以要求阿富汗子民不要屠宰牛類，後來在蘭季德·辛格協助下，沙哈·舒賈奪得了王位，並要求喀布爾群眾不得屠宰牛類。
後來，薩義德·艾哈邁德·沙希德向蘭季德·辛格宣戰，並從宗教學校中招募了許多穆斯林。然而，優素福扎伊和穆罕默德扎伊·卡瓦寧並不認同他的平等主義理想，因此他們倆在巴拉科特戰役中背叛了薩義德·艾哈邁德·沙希德和他的軍隊，並在1831年的轉而支持錫克帝國軍隊，最後薩義德·艾哈邁德·沙希德的頭最後被哈里·辛格·納爾瓦砍下。
穆斯林們雖然很崇敬薩義德·艾哈邁德·沙希德，但他最後被哈里·辛格·納爾瓦與古拉卜·辛格擊敗並被殺死。其中，拉惹阿加汗被席克帝國的指揮官古拉卜·辛格擊敗並被羞辱了一番，並被帶到拉合爾斬首。

## 近代

### 安納托利亞
亞美尼亞人與希臘軍隊襲擊了許多穆斯林（土耳其人與庫德人都有）。一些鄂圖曼帝國東部省份（比如巴伊布爾特、比特利斯、埃爾津詹、埃爾祖魯姆、卡爾斯和穆什）的穆斯林被俄羅斯人與亞美尼亞人殺害。
1919年5月14日，希臘軍隊登陸士麥那（今伊茲密爾），希臘-土耳其戰爭開打。在這期間，希臘在其西部省份（如伊茲密爾、馬尼薩和烏沙克）犯下了一系列暴行，當地穆斯林人口遭到屠殺、虐待和強姦。約翰內斯·科爾莫丁：一位住在伊茲密爾的瑞典東方學家，他在信中寫道：希臘軍隊燒毀了約莫250座土耳其村莊。

### 巴爾幹半島

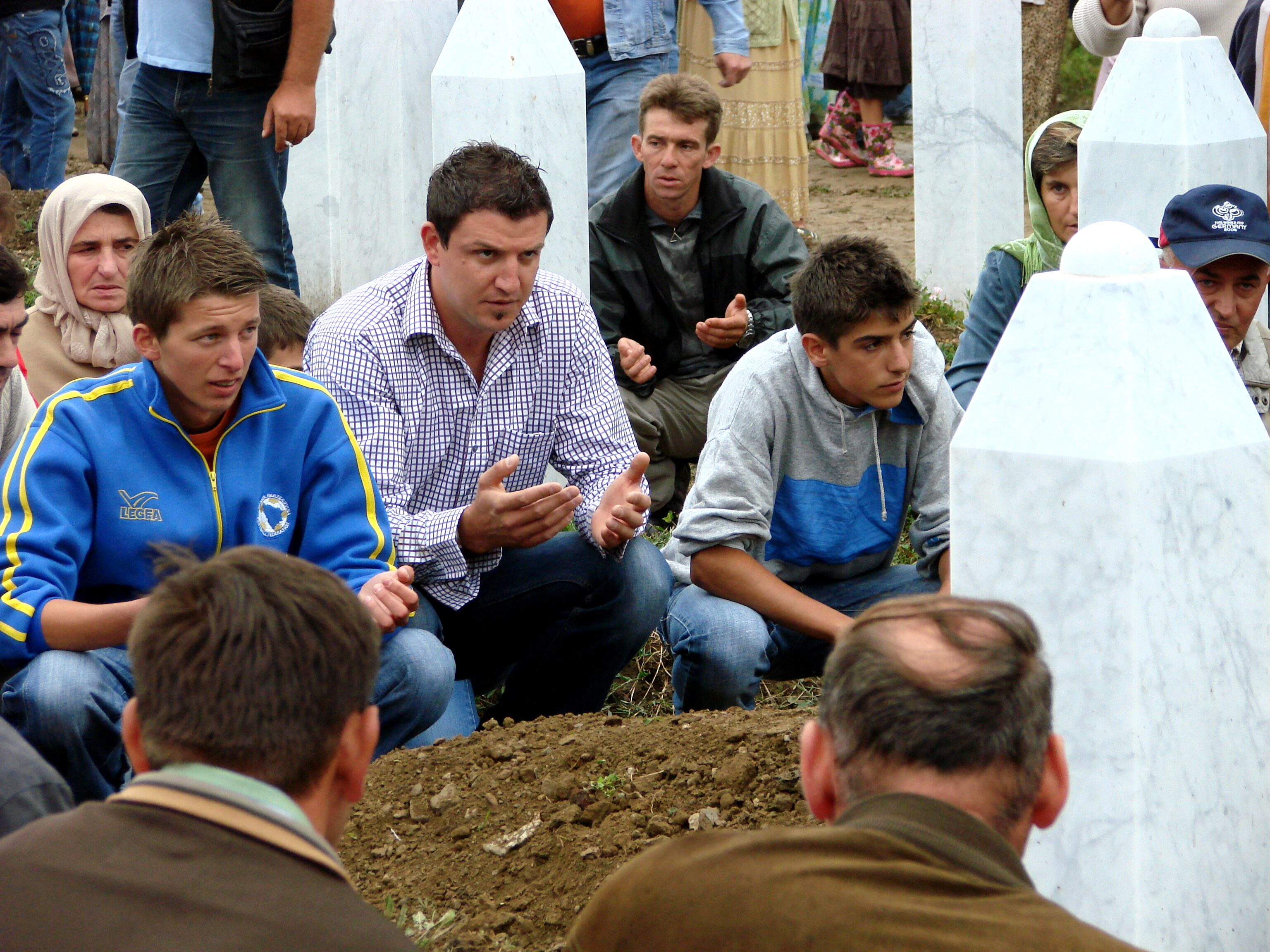
悼念波士尼亞的雪布尼查大屠殺遇難者之葬禮上的哀悼者

隨著鄂圖曼帝國在17世紀後期陷入永無止境的衰弱階段，他陷入曠日持久的戰爭中，其在歐洲與高加索的領土逐漸被侵蝕；勝利者是基督教國家、哈布斯堡王朝、羅曼諾夫王朝，以及一些新的民族國家如希臘、羅馬尼亞、保加利亞、塞爾維亞等等。歐洲的競爭對手鼓勵在鄂圖曼帝國的主體中，發展新的民族主義意識形態，其中穆斯林被描繪成前一個時代遺留下來的「第五民族」，無法融入計劃中的未來國家，是以，擺脫鄂圖曼帝國的控制成了巴爾幹地區基督徒自我認同的重要因素。
根據馬克·列文（Mark Levene）的說法，1870年代，處於維多利亞時代的公眾相對於穆斯林被屠殺、驅逐的事件，他們更關注基督徒的屠殺、驅逐事件，即使前者的規模更大，甚至於，這種屠殺更能獲得一些圈子的青睞。馬克·列文還認為，主導國透過在柏林會議上支持「民族國家主義」，使「巴爾幹國家建設的主要工具」（也就是種族清洗）合法化。他指出，在巴爾幹衝突期間，各方都犯下了各種暴行，目的就是為了蓄意地將特定族群趕出特定領土，他們這麼做的目的是為了雕塑出種族同質的國家。
塞爾維亞－土耳其戰爭期間與之後，阿爾巴尼亞穆斯林與少數的土耳其居民（有些人有阿爾巴尼亞人的血統）被塞爾維亞軍隊從尼什桑賈克驅逐到科索沃州。估計有6至70000萬到最低3萬名阿爾巴尼亞人被驅逐、逃離和/或從被佔領的地區撤退到鄂圖曼帝國的科索沃州尋求避難：阿爾巴尼亞人離開這些地區的方式，在今天被稱為是種族清洗。
賈斯汀·麥卡蒂估計：在1821年至1922年間，大概有550萬穆斯林被趕出歐洲，另有500萬人在逃亡途中死於疾病與飢餓，原因是因為1820年代和1830年代，塞爾維亞和希臘獨立；1877-1878年，俄土戰爭爆發；以及1912-1913年爆發的巴爾幹戰爭，導致大清洗的發生。1914年卡內基基金會的報告指出，曼恩將這些行為描述為「從未見過的歐洲大規模謀殺性種族清洗」，據估計在進入20世紀之前，有440萬穆斯林生活在由鄂圖曼帝國所控制的巴爾幹地區，而在19世紀的最後三十年，超過一百萬的穆斯林離開了巴爾幹地區，而在1912年至1926年間，有將近290萬穆斯林被殺或被迫移居土耳其。
1821年的夏天，希臘叛軍在特里波利斯殺死了10,000到30,000名土耳其人（包含該市的所有猶太人在內），與這些類似的事件發生在希臘獨立戰爭期間的其他地方，他導致幾乎整個摩里亞的土耳其人被消滅、驅逐──這確保了該地區在未來的現代希臘國家所期望的種族同質化。根據土耳其代表團的說法，1878年色薩利的穆斯林估計有15萬人，而1897年克里特島上的穆斯林人數為五萬人，然而到了1919年，色薩利的穆斯林已經幾乎蕩然無存，克里斯島也只剩下兩萬人。
1876年，在保加利亞人發動的四月起義中，估計有一千名穆斯林被殺。在第十次俄土戰爭期間，大量土耳其人要麼被殺，要麼戰死，要麼成為難民，而對於這場戰爭的確切傷亡人數有不同的估計：克蘭普頓描述了130000-150000穆斯林的外流，其中大約一半人在柏林議會的鼓勵下返回。而哈普奇克和麥卡蒂指出，該戰役有26萬人喪生，50萬人成為難民。土耳其學者Karpat和Ipek則認為，死亡人數多達30萬人，大約150萬人被迫流亡。報導保加利亞獨立戰爭的歐洲媒體成員報導了俄羅斯人對穆斯林的暴行，來自舒姆拉和拉茲格勒的目擊者皆描述了兒童、婦女和老人被他們的軍刀和長矛傷害；他們還說，有不少村莊的所有穆斯林都被屠殺殆盡了。最近在德國外交部檔案中發現的，第十次俄土戰爭期間的照片顯示，俄羅斯人在舊扎戈拉屠殺穆斯林，並聲稱影響了大約兩萬名穆斯林平民。
1912年，卡內基基金會的報告詳細地描述了在巴爾幹戰爭期間，保加利亞人、希臘人和亞美尼亞人對土耳其人和穆斯林進行屠殺。保加利亞人的暴力行為包括燒毀村莊、將清真寺變成教堂、強姦婦女和肢解屍體，據估計有22萬名波馬克人被強制基督教化，並被禁止穿伊斯蘭宗教服裝。
在第二次世界大戰期間，這群由南斯拉夫保皇派及塞爾維亞民族主義者組成的切特尼克犯下了許多戰爭罪行，他主要針對塞爾維亞人以外的族群明確地進行種族清洗。其中有29000至三萬左右的穆斯林被殺害。

### 保加利亞

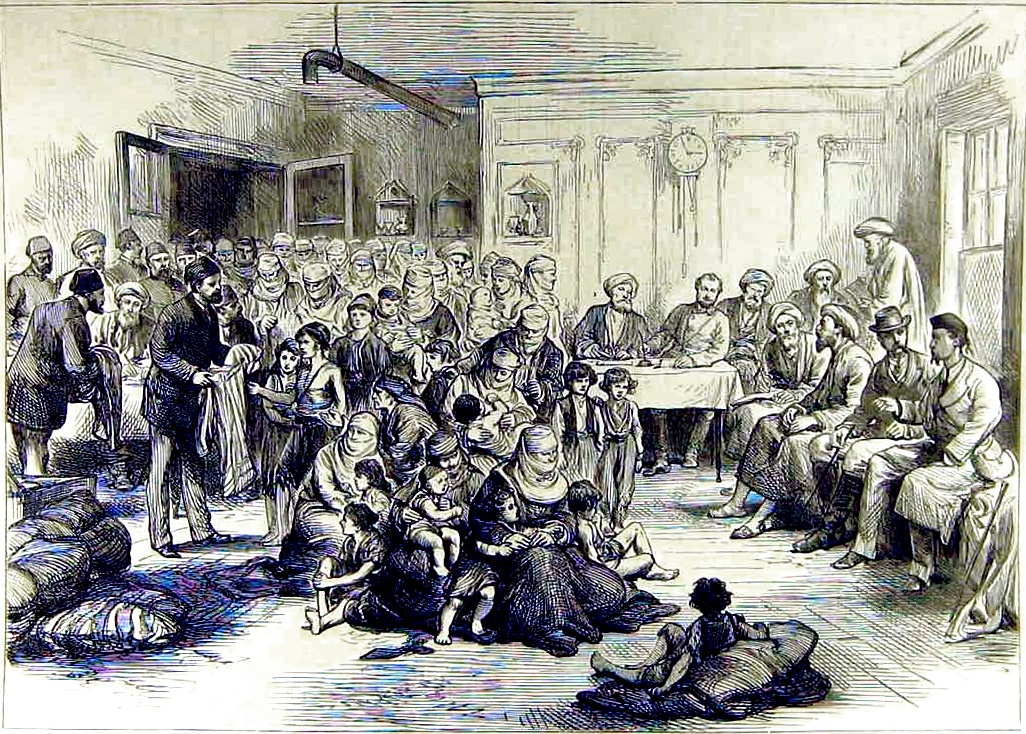
1877年11月17日，《倫敦新聞畫報》的員工向舒姆拉的保加利亞穆斯林難民分發衣物

據報導在戰爭時期，將近一半穆斯林逃往鄂圖曼帝國控制的領地期間，最後只有672215人到達。大屠殺、疾病、寒冬等等之惡劣條件導致有大約一百萬人喪生。據法國駐魯塞領事奧巴雷特表示：在多瑙州（包括現今的羅馬尼亞之北多布羅加與大部分塞爾維亞南部之領土），有1120000位穆斯林和1233500位非穆斯林，其中有115萬人是保加利亞人。1876到1878年間，大量的土耳其人口因為大屠殺、飢餓、戰爭、疫情等等原因而消失。

### 柬埔寨
在紅色高棉大屠殺中，占族穆斯林遭受了嚴重之大清洗，1970年代中多達一半人口死於獨裁共產主義者。此事件大概有50萬穆斯林遭到殺害，而根據柬埔寨的消息來源指出，多達132座清真寺被摧毀；柬埔寨前113位最傑出的占族神職人員中，只有20位經歷紅色高棉的統治後倖存下來。

### 中國

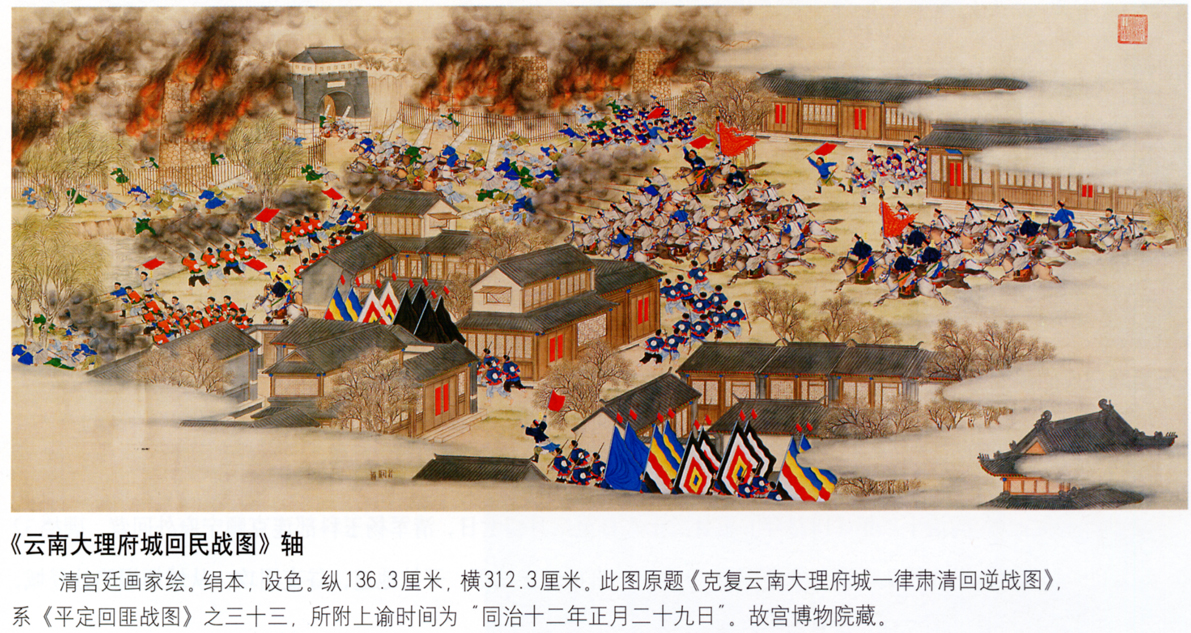
《雲南大理府城回民戰圖》

東甘起義因由於穆斯林蘇菲派、虎夫耶、哲合忍耶以及格迪目之間的內訌而爆發，在起義失敗後，大量的東甘人因而移民至俄羅斯、哈薩克和吉爾吉斯。起義之前的陝西省人口約1300萬，其中東甘（回族）至少有175萬，戰後人口減少到700萬（總人口），並至少有15萬人逃離；然而曾經繁榮的中國穆斯林群體在陝西省的叛亂中下降了93%。從1648年到1878年間，大約1200萬回族和漢族人在十次不成功的起義中喪生。
1765年維吾爾族穆斯林反對清朝滿族的烏什起義，發生在維吾爾族婦女被滿族官員蘇誠的僕人和兒子輪姦之後。據說，這些維吾爾穆斯林早就想睡在蘇城父子的皮上，吃他們的肉：這是因為蘇城父子先前已連續數月強姦維吾爾族穆斯林婦女。事後，滿清皇帝下令屠殺任何叛亂的維吾爾城鎮，隨後清軍奴役所有維吾爾兒童和婦女，並屠殺維吾爾壯丁。滿族士兵和官員經常與維吾爾族婦女發生性關係或強姦維吾爾族婦女，引起了維吾爾族穆斯林對滿族統治的巨大仇恨和憤怒。在張格爾之亂前，另一滿足官員在1818-1820年間強姦了Kokan aqsaqal之女，因此後來清朝開始試圖掩蓋滿族對維吾爾婦女的強姦，防止維吾爾人的憤怒情緒蔓延。
滿清政府多次以種族滅絕的形式嚴厲鎮壓起義。雲南回變中有一百萬人被殺；東甘起義中數百萬人的死亡等事件被滿清官員以「洗回」政策鼓吹。馬占鰲、馬安良、馬千齡、董福祥、馬海晏、馬如龍等一干親清穆斯林將領因平叛有功被賜賞，這些人都因此免於殺身之禍。為了獎勵他們，左宗棠在賀州城郊的穆斯林投降後將漢人盡數遷出河州作為其賞賜，是以至今河州（今臨夏回族自治州）主體人口仍是穆斯林，也成了中國回族穆斯林最重要的城市，那些被赦免的穆斯林只要留在城外即可生活。一些參加戰鬥的穆斯林，如董將軍，都像許多其他將軍一樣，聚集了一群追隨者（並非都是穆斯林）隨意戰鬥。
進入民國時期後，當時的軍閥盛世才為配合史達林的大清洗，他也製造出自己的清洗運動，以「剷除漢奸、泛突厥主義、人民公敵」為由，將當地維吾爾和回族政治菁英盡數清洗。據信共有5萬-10萬人死亡。其間，維吾爾族曾經實現兩次獨立，然而他們最終都失敗了：第一次被盛世才與支持者蘇聯合力摧毀；第二次則是被併入中共政府。
1950-1970年代，中共當局將大量漢人悉數遷入新疆，並推出旨在壓制該地區文化認同和宗教的政策。文革期間，清真寺和其他相關宗教建築經常被污損、毀壞或被迫關閉，紅衛兵還會毀壞古蘭經和宗教墓地。期間，中共政府還不斷指責穆斯林與其他宗教團體維持「封建迷信」，並宣揚「反社會主義」。
爾後，中共政府於1978年開始放鬆對穆斯林的政策，並支持其禮拜和儀式。今天，中國伊斯蘭教正在經歷適度的複興，現在中國有眾多清真寺，而伊斯蘭教的活動也逐漸高漲，許多全國性的伊斯蘭教協會已經組織起來，以協調穆斯林之間的種族間活動。然而，由於中共政府自2001年以來一直試圖將伊斯蘭信仰與恐怖活動聯繫起來，因而對維吾爾族的伊斯蘭活動實施了限制，各種事件促使北京當局開始嚴厲打擊維吾爾人那些在伊斯蘭教代表虔誠的表現，包括戴面紗和留長鬍鬚。伊寧二·五事件與烏魯木齊七五事件都是由於中國社會對維吾爾穆斯林的壓迫造成的，繼而導致了政府更加極端的鎮壓。
1989年，維吾爾人和回族穆斯林抗議《性風俗》在蘭州和北京出版，原因是因為他侮辱伊斯蘭教了，爾後中國政府封殺該書並逮捕了其作者。在反對該書出版的抗議活動中，破壞財產的回族穆斯林沒有受到任何懲罰，而表達抗議的維吾爾族卻被監禁。這是因為中共當局認為，這些回族相對地較為溫順，並且「沒有分裂的傾向」，而不像維吾爾族。

### 納粹德國
納粹種族理論認為，任何與伊斯蘭教有關的種族──尤其阿拉伯人──是「劣等的種族」。
在德國入侵法國期間，一些在法國殖民軍服役的數千名穆斯林──包括阿拉伯人與撒哈拉以南非洲人──被德國人俘虜。德國人時常對這些人進行屠殺，其中最引人注目的，是武裝親衛隊在康布雷周圍發生的，對摩洛哥人實施的屠殺：這些摩洛哥人在被趕出城市郊區且投降後，即被大規模的殺害；至於埃坎維萊爾那邊，國防軍和武裝親衛隊對被俘的塞內加爾穆斯林軍隊實施了另一場大屠殺。
在巴巴羅薩行動期間，別動隊大規模處決了超過14萬的蘇聯戰俘，其中，許多人因具有「亞洲人特徵」而被殺。平民穆斯林男子經常被誤認為是猶太人並被殺害，因為他們之前曾做過割禮。在荷蘭阿默斯福特，101 名蘇聯烏茲別克穆斯林士兵在被迫進入集中營後被納粹德國人屠殺，並向當地荷蘭人展示，以證明蘇聯人是由“次等人類”組成的。各種穆斯林族群成為滅絕的目標，例如土庫曼人。

### 法西斯義大利

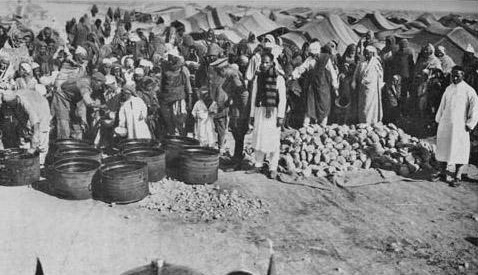
一萬名囚犯被關押在厄阿赫拉集中營。

利比亞的綏靖之戰導致昔蘭尼加原住民的大規模死亡：在義大利軍隊與塞努西教團相關的原住民叛軍在義屬利比亞的戰鬥中，導致昔蘭尼加有四分之一人口死亡（原人口為225000人）。這場戰爭一直持續到1932年，直到塞努西領導人歐麥爾·穆赫塔爾被抓住並處決。期間，義大利犯下不少的重大戰爭罪行：包括使用化學武器、拒絕俘虜戰俘並處決投降的戰鬥人員、大規模屠殺平民等等。義大利當局將十萬名貝都因人（佔昔蘭尼加人口的一半）強行驅逐出原定給義大利定居者的地點，並實施了種族清洗。

### 大日本帝國

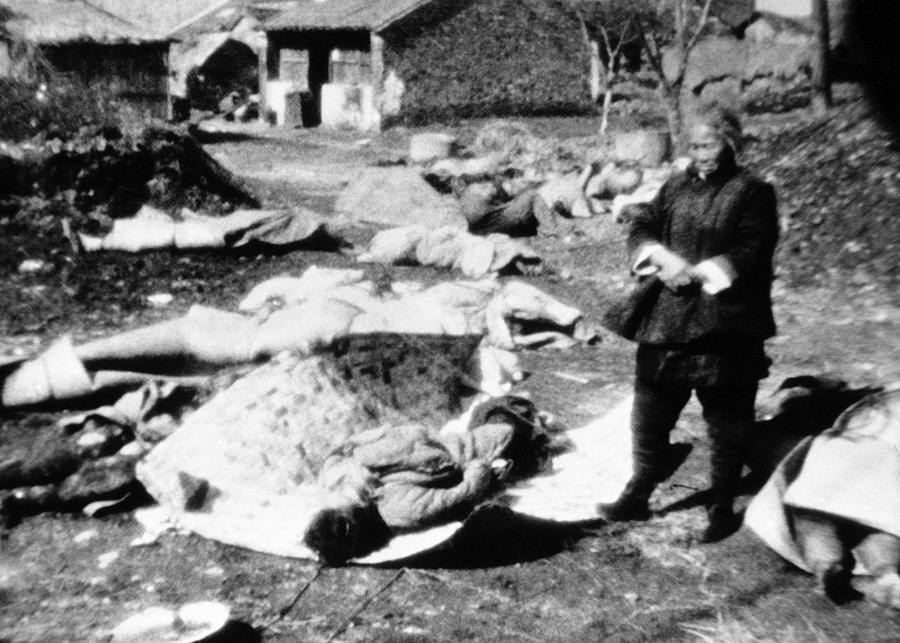
被日本人屠殺、強奸的南京回族穆斯林哈家人的屍體，這張照片來自約翰·馬驥電影的案例5。1937年12月13日，大約30名日本士兵在新路口5號的房子裡，殺害了哈家的11名中國回族穆斯林中的2人，一名婦女和她的兩個十幾歲的女兒被強姦，日本士兵還將一個瓶子和一根拐杖塞入她的陰道；一名八歲的女孩被刺傷，但她的妹妹倖免於難。在照片中的老婦人被殺兩週後，那些人被發現還活著。在照片中還可以看到其他遇難者的屍體。

大日本帝國的軍隊在1942年的大屠殺中，屠殺、強姦和折磨羅興亞穆斯林，並將數十萬羅興亞人驅逐到英屬印度的孟加拉，他們還對成千上萬的羅興亞人犯下了無數的強姦、謀殺和酷刑行為。在此期間，據信約有22萬名羅興亞人越過邊界進入孟加拉──當時他是英屬印度的一部分──以逃避暴力。在緬甸的日本軍隊的多次屠殺之後，40,000名羅興亞人最終被迫離開並逃往吉大港。
此外，日本人還對民答那峨島與蘇祿島的莫洛人展開屠殺、酷刑和虐待。前日本帝國海軍軍醫牧野明承認在莫洛人平民還活著的時候就進行解剖。
位於英屬緬甸的華人穆斯林小鎮班弄，在日軍侵緬期間被日軍徹底摧毀，回族穆斯林馬光貴成為1942年，中華民國國民黨政府派去抗擊日軍入侵班弄的班弄自衛隊首領。很快地，日軍摧毀了班弄，200多戶回族家庭被驅逐，進而成為難民，而雲南與果敢則隨後收容了這些難民。馬光貴的侄子之一是馬光華的兒子馬野野，他講述了班弄的歷史細節，包括日軍進攻的時候。1998 年，一位來自班弄的回族寫了一本關於日軍襲擊班弄的記述，名為《班弄集》。日軍攻打緬甸，回族穆斯林家族被迫逃到班弄避難，日軍攻打班弄時，又被趕出班弄並逃到雲南。
大廠回族自治縣的回族穆斯林被日本人屠殺。
由於日本在八年抗戰期間的殺戳與經濟壓迫，不少回族穆斯林不僅遭到殺害、強姦，一些民房還遭到摧毀，使得他們無家可歸，因此有不少中國回族穆斯林加入抗日行列。

### 法屬阿爾及利亞
一些政府與學者稱法國征服阿爾及利亞的行動是種族滅絕的行動。澳洲研究柬埔寨種族滅絕問題的專家本·基爾南在《鮮血與土壤》中寫道：
1875年，法國的遠征完成了。自1830年以來，這場戰爭已經殺死了大約825,000名土著阿爾及利亞人。種族滅絕仇恨的長期陰影使得一位法國作家在1882年抗議，說在阿爾及利亞，「我們每天都聽到它重複說，我們必須驅逐當地人，並在必要時摧毀他。」正如一家法國統計雜誌在五年後所敦促的那樣，「滅絕政策必須被滲透政策所取代」。
法屬阿爾及利亞成為了法國殖民統治模式的原形，他被描述為「準種族隔離」。拿破崙三世批准了一項1865年的法令，該法令允許阿拉伯和柏柏阿爾及利亞人可申請法國公民身份——前提是他們已然「放棄了他們的穆斯林宗教和文化」：是以到了1913 ，只有1557位穆斯林獲得了法國公民的身份。雖然期間仍會有些部分的改革，但這份土著法案一直持續到1646年的法國。然而，儘管穆斯林阿爾及利亞人最終還是獲得了公民權，但這個歧視制度仍以非官方的形式維持下去。此等「內部種族隔離政策」被受其影響的穆斯林群體強烈反對，是以他被認為是阿爾及利亞獨立戰爭的起因之一。
作為對法國承認亞美尼亞種族滅絕的回應，土耳其指責法國對阿爾及利亞15%的人口實施種族滅絕。

### 黎巴嫩
貝魯特難民營大屠殺是1982年9月16日的下午6點至9月18日早上8點，於貝魯特難民營內發生的政治性大屠殺，共有762-3500位平民被殺，其中大部分是巴勒斯坦人和黎巴嫩什葉派教徒。

### 緬甸
緬甸的主要族群為佛教徒，而屬於穆斯林的當地少數民族分別是羅興亞人、印度（包括孟加拉在內）和中國（這些華人穆斯林祖先都來自雲南省）穆斯林移民的後裔、及早期阿拉伯和波斯移民的後裔。
自1962年，尼溫在民族主義的浪潮中上台後，穆斯林被逐出軍隊，並且被進一步地邊緣化。許多羅興亞穆斯林因而作為難民並逃離緬甸，一舉湧進鄰近的孟加拉，其中包括1978年因在若開邦實施的龍王行動而逃離緬甸的20萬人，以及1991年的25萬人。此外一個較為廣為人知的衝突是2012年若開邦騷動：他是一系列主要涉及若開邦北部的若開佛教徒和羅興亞穆斯林之衝突，估計有9萬人因該廠騷亂而流離失所。
緬甸的民主派領導人翁山蘇姬曾被指控她未能在2016-17年的屠殺中保護羅興亞穆斯林，倫敦瑪麗王后大學的國家犯罪專家更因此警告翁山蘇姬正在「放任種族滅絕逐漸地合法化」。某些諸如阿欣威拉杜的佛教徒領袖甚至還鼓吹應該堅決抵制伊斯蘭教，以及直接推動緬甸民間針對本國穆斯林少數民族羅興亞人的迫害，以避免緬甸變成伊斯蘭國家。

### 俄羅斯

#### 俄羅斯帝國

在喀山之圍期間，庫爾沙里夫和他的學生試圖保衛他們的清真寺

從1552年的莫斯科—喀山戰爭，到1762年叶卡捷琳娜二世登基期間，他們共同的特點是透過排斥與歧視政策，系統性鎮壓穆斯林族群，並透過摧毀清真寺等伊斯蘭外在表現形式藍破壞伊斯蘭教。早在俄羅斯征服喀山汗國與阿斯特拉罕汗國時，第一波迫害穆斯林與強制改信基督教的情況就開始了。
18世紀時，俄羅斯當局再一次對清真寺進行破壞，並鎮壓穆斯林群體。在安娜女皇統治期間，許多穆斯林被迫改信其他宗教。這些改信其他宗教的穆斯林將免繳稅款、授予某些特權，並獲得良好的資源來學習新宗教。許多穆斯林在私底下仍繼續信奉伊斯蘭教，即隱密伊斯蘭教。
一開始，俄羅斯人表現出允許伊斯蘭教在內蓬勃發展的意願，穆斯林神職人員──特別是被俄羅斯人視為「野蠻人」和「無知」道德和倫理的哈薩克人──被邀請到各個地區向穆斯林傳教即為證據。然而，俄羅斯的政策大轉彎，他透過引入集體意識的前伊斯蘭元素來削弱伊斯蘭教，相關行動包括頌揚前伊斯蘭歷史人物的方法，以及通過將哈薩克人送到俄羅斯精英軍事機構並對他們施加自卑感來達成。作為其回應，哈薩克宗教領袖試圖通過宣揚泛突厥主義來激發睦鄰的宗教熱情，儘管許多人因此受到迫害。
儘管像西班牙、葡萄牙、西西里島等等的基督教國家那樣完全驅逐俄羅斯的東正教徒人口的行動是不可行的，他她們仍有其他代替政策，例如進行土地贈款，以及促進其他俄羅斯和非穆斯林人口遷移到穆斯林土地，使許多穆斯林因而流離失所，讓他們在南烏拉爾地區的某些地區，以及在變成少數群體。在鄂圖曼帝國以外的地方、切爾克斯與克里米亞汗國，以及其他繁多的高加索穆斯林群體甚至幾乎瀕臨滅亡。俄羅斯人圍捕那些穆斯林，並把他們從他們的村莊到黑海港口，他們被迫眼巴巴的等鄂圖曼帝國的船隻將他們載走：很明確地，俄羅斯準備將相關群體驅逐出他們的土地。他們有兩個在哪裡重新安置的選擇：鄂圖曼帝國，或者遠離他們舊領地的俄羅斯領土，而只有一小部分的人（具體數字未知）願意被俄羅斯帝國重新安排到新的定居點。在剩餘的沙皇時期和之後的蘇聯統治下，俄羅斯化的趨勢以不同的速度繼續，以至於今天生活在韃靼斯坦共和國之外的韃靼人多於該自治國的內部。
亞歷山大·蘇沃洛夫（Alexander Suvorov）於1791年向凱瑟琳女皇宣布已經緝拿伊斯梅爾（Ismail），然當時襲擊已經挨家挨戶地進行；在三天的無節制大屠殺中，該市幾乎所有穆斯林男女老少都被殺害，並有4萬名土耳其人死亡，數百人遭到囚禁。蘇沃洛夫儘管表面上心狠手辣，但後來一位英國旅行者表示在大屠殺結束之後，他回到帳篷裡面並哭了起來。\
在切爾克斯大屠殺期間，俄羅斯軍隊中的德國將軍格里高利·扎斯將切爾克斯人頭顱送回柏林，學者研究解剖學。十二月黨人的尼古拉·伊萬諾維奇·洛雷爾曾說：扎斯把他們頭上的肉放在帳篷裡的床底下後，清洗並煮沸了頭顱。在戰鬥結束後，切爾克斯男性的屍體在戰場上被俄羅斯的哥薩克女性斬首，那些頭顱後來被送給扎斯收集。扎斯在帳篷外的柱子上豎起切爾克斯人的頭顱，目擊者曾看到頭顱的鬍鬚被風吹到他的頭上，而那些送頭顱給他的俄羅斯士兵和哥薩克人則因此獲得報酬。除此之外，扎斯還採取了一系列蓄意的策略，即集體消滅切爾克斯人，燒毀切爾克斯人的整個村莊，並鼓勵性侵切爾克斯婦女和幼童；扎斯的部隊將切爾克斯人的所有老人、兒童婦女和男子稱為「強盜」、「掠奪者」或者「小偷」，而俄羅斯帝國部隊的兇殘軍官則指揮著持不同政見者和罪犯。隨後，哥薩克強姦切爾克斯婦女並使她們懷孕，許多切爾克斯人都很害怕扎斯，因此他們都稱他為魔鬼（Iblis）。
在第十次俄土戰爭中，俄羅斯人強姦了許多原本定居在鄂圖曼屬巴爾幹的切爾克斯女孩（她們是切爾克斯難民之一），一些還被親戚賣到鄂圖曼帝國後宮去；切爾克斯人也曾在戰爭期間強姦、謀殺保加利亞人。一些居住在（鄂圖曼帝國以外的）巴爾幹半島的切爾克斯女性也被俄羅斯的士兵強姦。
在對切爾克斯人進行種族滅絕期間，扎斯與另一名在俄羅斯軍隊內的德國軍官格奧爾格·安德列亞斯·馮·羅森共事，他寫信給羅森，並自豪地承認他命令哥薩克人屠殺切爾克斯平民。（當時俄羅斯是由來自德國的荷爾斯泰因-戈托普-羅曼諾夫家族之沙皇統治，他們的軍官隊伍中也充滿了來自波羅的海貴族的德國人。）

#### 蘇聯
由於馬克思主義之意識形態認為，宗教是「人民的鴉片」，是以蘇聯敵視一切的宗教形式。在俄國革命後的幾年內，穆斯林存在相對的宗教自由，但在1920年代後期，蘇聯政府採取了強硬的反宗教政策，清真寺不是被關閉就是被拆除。在約瑟夫·史達林領導下，克里米亞韃靼人、車臣人、印古什人、巴爾卡爾人、卡拉恰伊人和麥斯赫特土耳其人穆斯林成為大規模驅逐的受害者。雖然他主要是針對少數族群之宗教，但進行驅逐的正式依據，為納粹佔領克里米亞期間的合作關係。1944年5月17日開始進行的扁豆行動，大概有超過3萬2千名內務人民委員部士兵參加了這次行動；在被驅逐的496000名車臣人和印古什人中（這是根據蘇聯檔案紀錄；車臣人的資料顯示被驅逐者為65萬人），至少有四分之一在期間死亡，其餘倖存的人都被分別分散定居在烏茲別克蘇維埃社會主義共和國、馬里蘇維埃社會主義自治共和國、哈薩克蘇維埃社會主義共和國與俄羅斯蘇維埃聯邦社會主義共和國的各個州內。根據蘇聯持不同政見者給出的消息，許多克里米亞韃靼人甚至被迫在蘇聯古拉格勞改營的大型項目中工作。

### 韃靼斯坦
1921-22年韃靼斯坦饑荒是因為戰時共產主義之政策，而在韃靼蘇維埃社會主義自治共和國爆發的大規模乾旱與飢荒，他造成50萬-200萬名農民死亡。然而這僅僅是1921–22年俄羅斯饑荒的一部分而已，而他還影響蘇聯的其他區域；整起飢荒總共讓500萬人死亡。
俄羅斯和東歐歷史教授羅曼·塞爾賓對此表示，韃靼斯坦飢荒是蘇聯第一次進行的人為飢荒，目的是針對伏爾加韃靼人和伏爾加德意志人等少數民族。1921-1922年韃靼斯坦的飢荒被比作烏克蘭大饑荒；而在2008年，全俄羅斯韃靼社會中心 (VTOTs) 要求聯合國承認1921-22年韃靼斯坦飢荒是對穆斯林韃靼人的種族滅絕。

### 越南
越南阮朝的明命帝在1833年征服了占婆後，下令對占族穆斯林進行了迫害：他們強迫向佔族穆斯林餵食蜥蜴和豬肉，並向佔族印度教徒強行餵食牛肉以懲罰他們，並強制讓他們與越南文化同化。

## 現今

### 亞洲

#### 亞塞拜然
在納爾達蘭，亞塞拜然安全部隊和什葉派居民之間爆發了一起致命事件，其中兩名警察把四名疑似什葉派穆斯林武裝分子被打死。此事件的影響隨後使得亞塞拜然議會通過了禁止在國外接受過任何宗教教育的人在亞塞拜然進行伊斯蘭儀式與慶點，以及在清真寺傳教和在該國擔任領導職務；並禁止展示其宗教用具、旗幟和標語（禮拜場所、宗教中心和辦公室除外）之法律，此外也不能加入公開舉行的阿舒拉節。該國政府還通過了一項法律，任何在國外作戰的亞塞拜然公民都會被取消其公民身份。此外，亞塞拜然當局也會鎮壓守信的遜尼派穆斯林。

#### 中國大陆

##### 海南島
海南是中华人民共和国最南方的省，該省居住著約莫一萬名回輝人。從2020年9月起，該省的學校禁止他們戴頭巾。
2019年初，中华人民共和国政府的一份題為《關於加強回新和回輝社區整體治理之工作文件》的文件中，描述了他們將要對回辉人採取的一系列措施，包括加強對穆斯林社區居民的監視、禁止在學校與政府辦公室穿著其傳統服飾、將清真寺修建成更小的規模且更無「阿拉伯之傾向」、從店面上消除阿拉伯文字與任何「清真」與「伊斯蘭」相關字眼。

##### 西藏
當回族開始在1990年代遷徙至拉薩後，關於他們的謠言開始在西藏藏人中流傳，像是將他們分類為食人者、食童者。:2, 5, 10, 17–202003年2月，藏人發生針對回族的暴動：他們摧毀了隸屬回族的商店與餐廳。當地的藏傳佛教宗教領袖主導了這場區域性抵制運動，該運動鼓勵藏人抵制回族商店，並散佈回族伊瑪目為了讓藏人皈依伊斯蘭教，編造了將火化阿訇的骨灰放入他們用來為藏人提供食物的烹飪水中之神話。
在西藏，穆斯林以回族居多。藏族和穆斯林之間的仇恨源於馬步芳在青海的壓迫統治期間發生的事件，例如果洛衝突（1917-49年）和漢藏戰爭，但在共產黨的调和下于1949年結束了藏族和穆斯林之間的衝突。然而，在中國大陆實行改革開放之後，新一輪的藏族-穆斯林暴力事件再次爆發：雙方之間因在湯中的骨頭和氣球價格等事件爆發了騷亂，藏人指責穆斯林是食人者，他們在湯裡煮人，並用尿液污染食物，隨後藏人襲擊了回族的餐廳。他們還放火燒毀了穆斯林的公寓和商店，導致穆斯林家庭在2008年3月中旬的騷亂中喪命、受傷。由於藏族對穆斯林的暴力行為，許多穆斯林沒有戴傳統的伊斯蘭白帽，許多穆斯林婦女為了隱藏其身分而取下投巾並用髮網代替；2008年8月，當藏人燒毀清真寺時，穆斯林只能在家中秘密祈禱──諸如此類讓藏人在國際舞台上不受歡迎的事件，一直被海外藏人們給掩蓋著。以至于後來中华人民共和国政府對西藏分裂主義的鎮壓，得到了不少回族穆斯林的支持。此外，講漢語的回族與藏回（講藏語的穆斯林少數民族）也存在著問題。
2012年10月8日，約200名藏族僧侶在甘肅省碌曲縣毆打了十幾名東干人（回族穆斯林），以報復中國大陆穆斯林群體申請在該縣興建清真寺。
在2008年西藏騷亂中，拉薩的主要清真寺被藏人燒毀，回族穆斯林被藏人暴徒暴力攻擊。然而，西藏的流亡者和外國學者時常忽視、不談論藏傳佛教徒和穆斯林之間的宗教暴力事件。大多數藏人對911事件之後，針對伊拉克和阿富汗的戰爭行動持支持態度，這使得他們激起了反穆斯林的態度，並導致他們開始抵制穆斯林擁有的企業。:17藏傳佛教徒散佈虛假傳說，誹謗穆斯林火化他們的伊瑪目並使用骨灰通過讓藏人吸入骨灰來使藏人皈依伊斯蘭教，儘管西藏人後來意識到穆斯林通常都是實行埋葬而非火葬，因為他們經常與他們所在地所擬建的穆斯林墓地發生衝突。:19
由於中华人民共和国政府支持、保護這些回族穆斯林，因此藏人便蓄意攻擊回族穆斯林，以此表達反政府情緒；且因為他們自馬步芳統治以來便發生宗教暴力，他們之間宗教和民族不同皆促使藏人憎恨回族的經濟統治。

##### 新疆
新疆維吾爾自治區通過了一項法律，禁止居民在公共場合穿罩袍，其中克拉瑪依市禁止在公車上有伊斯蘭鬍鬚，或攜帶頭飾和服裝。此外中华人民共和国政府還禁止在新疆部分地區對中國共產黨黨員、公务员、教师与学生進行齋月齋戒，有报导称中国政府出台有关措施禁止“不看電視、不聽廣播、拒不遵守計劃生育政策、拒不讓自己的孩子就讀公立學校、借清真名义干涉他人世俗生活”等行為。
一些選擇繼續信仰伊斯蘭教的維吾爾人被要求使用國家批准的《古蘭經》版本；而在黨政部門工作的男女都不可留有跟伊斯蘭教有關的象徵物，如鬍鬚、頭巾等。中國政府控制著所有清真寺管理运作，禁止18歲以下的青少年、公务员、中国党员以及共青团员进入清真寺中參加宗教儀式。據自由亞洲電台於2017年4月的報導指出，当局禁止在新疆出生的嬰兒使用「薩達姆」、「哈吉」和「麥地那」等伊斯蘭名字。據稱自2017年以來，中國政府已經摧毀、損壞了新疆维吾尔族自治区內的16000座清真寺，佔該地區總數的65%。
2018年8月，聯合國据可靠的報告表示可能有多達100萬維吾爾族人和其他穆斯林被關押在「類似於一個巨大的秘密集中營的地方」。聯合國《消除一切形式種族歧視國際公約》稱在一些估計中表明，有多達200萬維吾爾人和其他穆斯林被關押在「無權區」內的「政治灌輸營」中。爾後新疆的情況已經惡化，因玵被政治學家形容為「歐威爾式」。
這些「職業培訓中心」或後來的新疆再教育營均为中国共产党和中国政府以打擊恐怖主義和宗教極端主義為由，以「康復和救贖」为目的建立。針對聯合國專家組在未經正當程序的情況下無限期拘留的調查結果，中國政府代表團正式承認正在進行廣泛的「安置和再教育」，官方媒體稱：新疆的控制是很「嚴厲」的。
2018年8月31日，聯合國委員會呼籲中國政府「結束未經合法指控、審判和定罪就進行拘留的做法」，釋放被拘留者，詳細說明被埋葬者的人數和被拘留的原因，並調查關於「種族、族裔和族裔-宗教定性」的指控。英國廣播公司的一篇報導援引一位匿名中國官員的話說「維吾爾人享有充分的權利」，但也承認「那些被宗教極端主義欺騙的人……應得到安置和再教育的幫助」。2018年9月10日，聯合國人權事務高級專員蜜雪兒·巴舍萊敦促中國允許觀察員進入新疆，並對新疆局勢表示擔憂，她說：「聯合國維權組織已經表明，維吾爾人和其他穆斯林被關押在新疆各地的集中營中，我預計與中國官員的討論很快就會開始」。
2022年8月，联合国人权事务高级专员办事处發表《联合国新疆人权报告》，其中第148条担忧新疆再教育营对穆斯林为主的群体进行大规模的任意和歧视性拘留可能构成国际罪行，特別是「危害人類罪」。9月1日，联合国秘书长安东尼奥·古特雷斯表示希望中国能够“采纳”报告中提出的建议。国际特赦组织呼吁联合国人权理事会应根据国际法建立一个独立的国际机制进行调查。人权观察呼吁联合国人权理事会应该利用这份报告对习近平政府的反人类罪展开全面调查。

#### 印度
社區主義與社會暴力是印度穆斯林所面臨的問題之一。學者們觀察到，在印度的印度教-穆斯林社區騷亂中，遭受最大損失的往往是穆斯林；相對地，更多的穆斯林被殺，更多的穆斯林財產被摧毀。在1961年與1964年，賈姆謝德布爾、魯吉拉、賈巴爾普爾發生騷亂，1967年賈坎德邦蘭契與1969年的古加拉特邦亞美達巴德也相繼發生重大騷亂。1970-80年代發生多起重大社區騷亂，在這些騷亂中，有將近1000名穆斯林被殺。1992-93年的孟買騷亂中，共有50名穆斯林喪生。此外，在1992年至2003年，穆斯林社區面臨一系列社區騷亂，其中最嚴重的是巴布里清真寺事件。

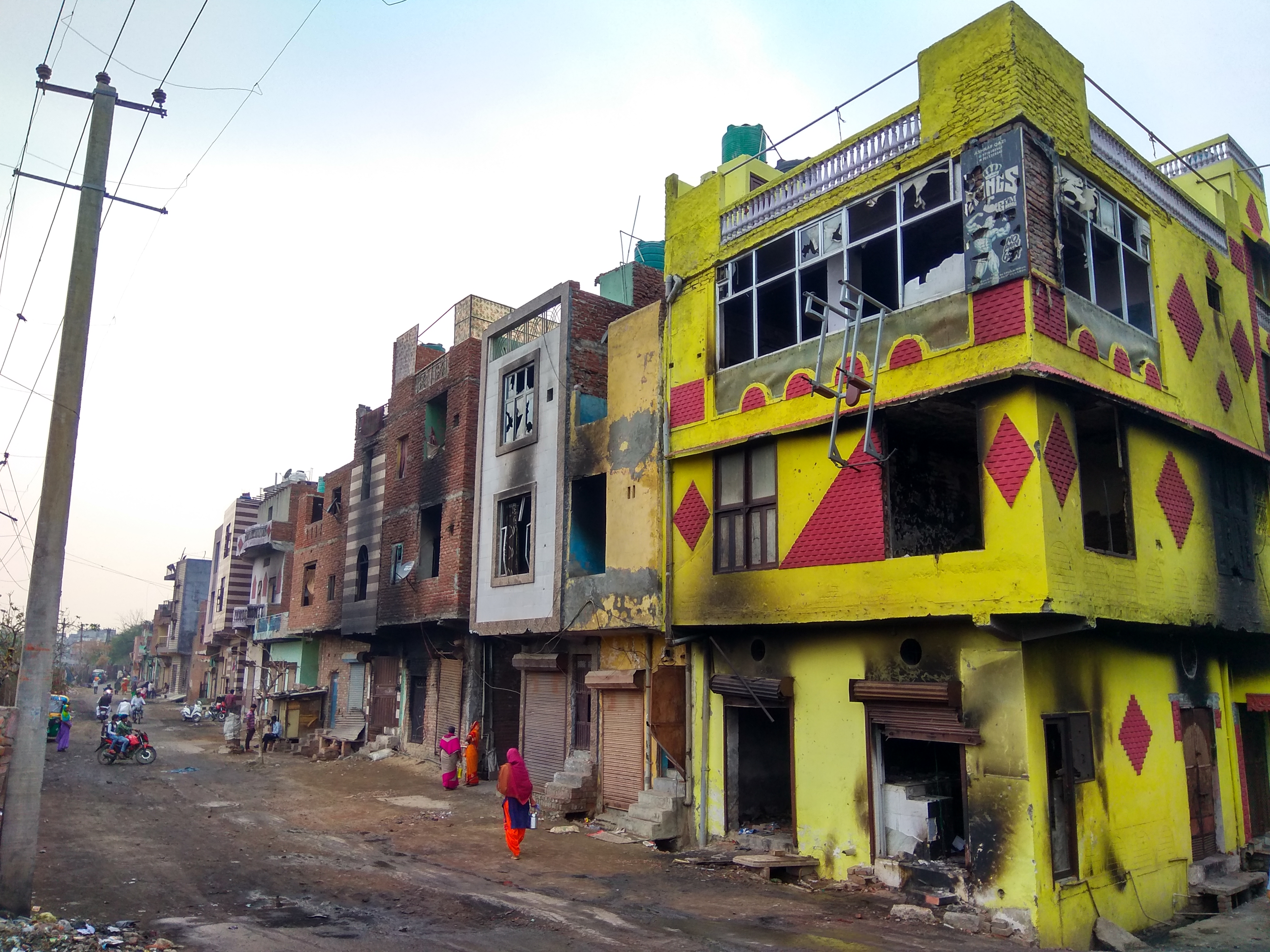
2020年德里騷亂中被毀壞的穆斯林住房與商業建築

2002年的古吉拉特騷亂是一系列騷亂事件，始於高德拉（Godhra）火車燃燒事件，隨後爆發古吉拉特邦的印度教徒-穆斯林間之社區暴力：2002年2月27日，據稱有穆斯林暴徒燒毀了薩巴馬蒂特快車，包括25名婦女和15名兒童在內，共有58名印度教徒被燒死。前線聲稱燒毀火車的是穆斯林，而大部分媒體報導說都是穆斯林暴徒燒毀的火車。隨後，全邦發生針對穆斯林的大規模襲擊與普遍社區騷亂，最終導致790名穆斯林和254名印度教徒喪生，223人被報告失蹤，共有536個禮拜場所遭到破壞，分別為：273座達加、241座清真寺與19座寺廟，大部分由穆斯林擁有的企業遭受到損失；6000名穆斯林和10,000名印度教徒逃離家園。印度政府對17947名印度教徒和3616名穆斯林進行了預防性逮捕。
2020年的德里騷亂造成超過53人死亡，數百人受傷，包括印度教徒和穆斯林。該起騷亂是由抗議公民身份法所引發，許多批評者認為該法反穆斯林，同時為印度總理納倫德拉·莫迪的印度教民族主義議程的一部分。根據布朗大學南亞中心主任阿舒托什·瓦什尼之說法道：「總之，德里騷亂......從現在開始看起來像一場大屠殺，就像2002年的古吉拉特邦騷亂和1984年的德里騷亂一樣」。根據倫敦大學亞非學院高級講師蘇比爾·辛哈之說法道，德里北部和東北部地區是德里選舉前夕「印度人民黨高級部長和政治家發表高度煽動性演講」的焦點；辛哈接著表示，那些德里輸掉選舉的「人民黨之支持者的憤怒逐漸日積月累」，爾後實際上就成了針對「那些在該市相對貧困的穆斯林居民」的發洩處。
根據史丹佛大學教授湯姆士·布洛姆·漢森稱，如今印度各地「對穆斯林犯下的許多暴力行為實際上是由印度教民族主義運動之附屬機構所犯」。根據漢森的說法，在德里騷亂前夕，警察在穆斯林社區中對穆斯林進行騷擾的行為是「有據可查的」。倫敦政治經濟學院教授蘇曼特拉·博斯對此表示，自2019年5月納倫德拉·莫迪連任以來，他的政府「轉向為國家認可的更大規模、即使仍然處於本地化狀態的暴民暴力」。

#### 菲律賓
隸屬穆斯林的莫洛人居住在民答那峨穆斯林自治區與南部省分，在就業、社會流動、教育和住房方面至今仍然處於不利地位，菲律賓的穆斯林經常被媒體歧視為替罪羊或戰爭販子：這造成了緊張局勢不斷升級，同時加劇了菲律賓政府、基督徒和摩洛人之間的持續衝突。
在過去的30到50年裡，摩洛人（陶蘇人、伊斯蘭化的巴瑤族、伊蘭農人）不斷外流到馬來西亞（沙巴）和印尼（北加里曼丹），這是因為沸騰者等菲律賓基督教激進分子侵吞他們的土地，前者對1970年代-1990年代後期對穆斯林村莊進行大屠殺。這在很大程度上改變了兩國之人口統計數據，並導致摩洛人逐漸在他們的故土上流離失所。

#### 斯里蘭卡

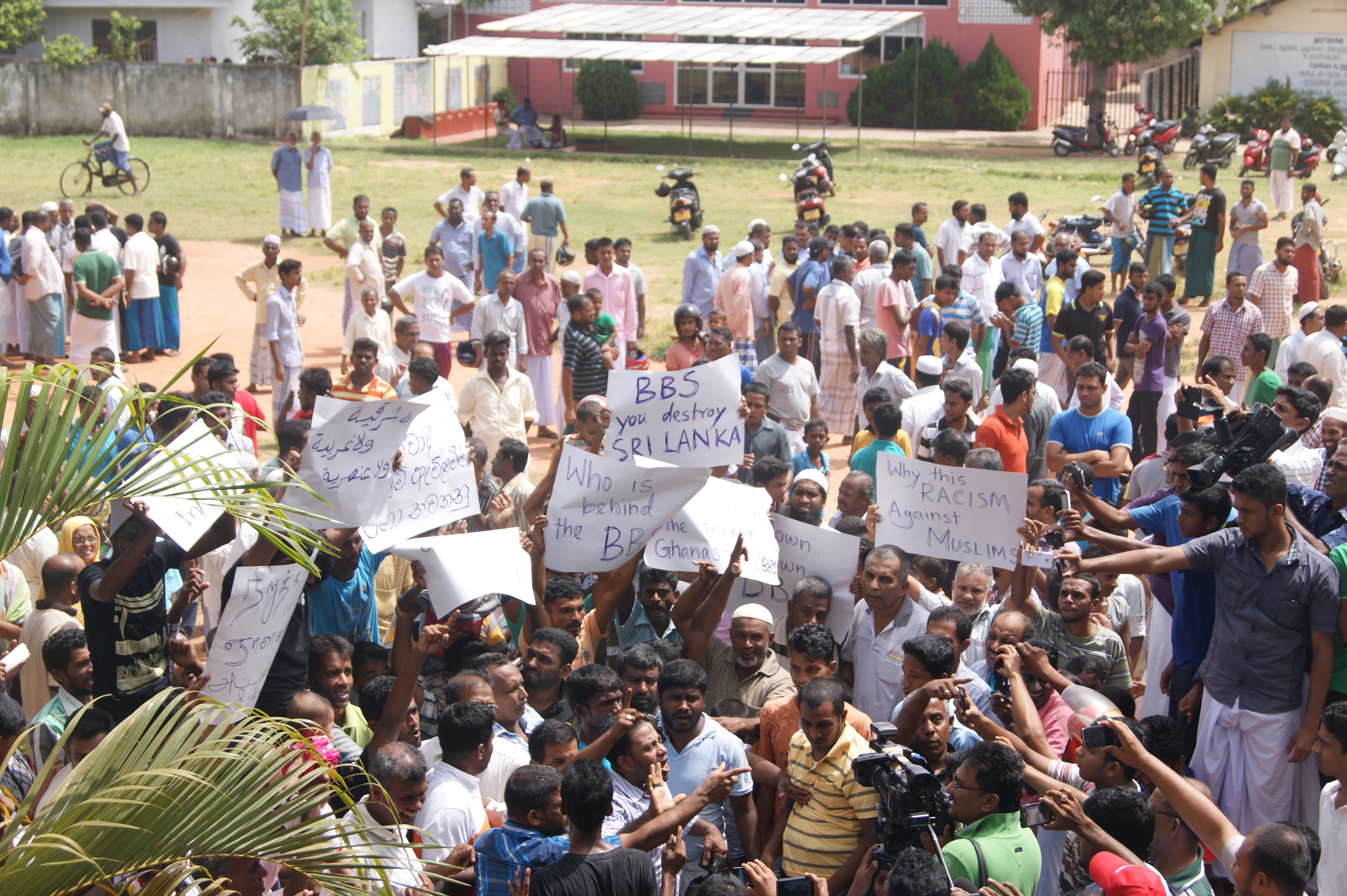
2014年6月17日，抗議者舉著標語牌抗議斯里蘭卡的2014年斯里蘭卡反穆斯林騷亂

##### 僧伽羅佛教民族主義的迫害行動
由於斯里蘭卡普遍存在單一民族之僧伽羅佛教民族主義，少數的宗教群體開始受到越來越多的迫害與攻擊。一民族主義佛教團體佛教力量據稱是襲擊清真寺和穆斯林的幕後黑手，並組織一支非官方的道德警察小組，來檢查基督教傳教士的活動與穆斯林在日常生活中的影響。對此英國廣播公司報導說，「幕斯少數群體正成為強硬派佛教徒的目標。……當然教堂和基督教牧師也會襲擊，但最應擔心的還是穆斯林。」佛教力量常常受到其他佛教神職人員和政治家的批評和反對，例如在2015年起擔任外交部長的上座部佛教政治家曼加拉·薩馬拉維拉指責該組織是「『塔利班』恐怖主義的代表」，並散佈極端主義和針對穆斯林的集體仇恨；此外薩馬拉威拉還宣稱該組織是由國防部資助的團體。貝蘭維拉寺的副會長兼貝蘭維拉社區發展基金會主席阿努纳亞克·贝兰维拉·威马拉拉塔纳曾表示「佛教力量的觀點從來不代表整個僧團的觀點」，並且稱「我們解決問題的方法不是靠我們的拳頭，而是靠我們的大腦」。佛教僧侶瓦塔拉卡·维吉塔·泰羅因曾譴責針對穆斯林的暴力行為並嚴厲批評佛教力量和政府而後遭到攻擊與折磨。僧伽羅佛教民族主義實質上反對莎弗陀耶覺醒布施運動，儘管他們仍分享了許多相同的影響，比如護法神之教義：即透過關注僧伽羅文化和種族認可使用暴力來捍衛佛法，而莎弗陀耶則強調佛教價值觀的應用，以改變社會並爭取和平。

##### 坦米爾伊蘭猛虎解放組織的迫害行動
從1990年7月開始，穆斯林與泰米尔伊拉姆猛虎解放组织（簡稱LTTE）之間的緊張關係出現了，東部泰米爾人和穆斯林之間的針鋒相對的殺戮導致東部省數十名斯里蘭卡穆斯林被屠殺。1990年8月，以LTTE在卡坦庫迪清真寺對穆斯林進行大屠殺之行為達到高峰。在這些大屠殺之後，成千上萬的穆斯林逃離東部省泰米爾人佔多數的地區，並在穆斯林占多數的地區重新定居。1990年將穆斯林驅逐出斯里蘭卡的事件，是1990年10月LTTE的泰米爾人實施的種族清洗行為，他們為了實現在斯里蘭卡北部省建立單一民族泰米爾邦的目標，強行驅逐了75000名穆斯林人口。

#### 塔吉克
自2009年以來，遜尼伊斯蘭教之哈乃斐派已經被塔吉克政府正式承認。塔吉克認為自己是一個世俗國家，憲法規定宗教自由，是以政府宣布開齋節與古爾邦節為國定假日之一。根據美國國務院所發布與皮尤研究小組發出的數據顯示，塔吉克人口中有98%是穆斯林，其中約87-95%為遜尼派、大約3%為什葉派，還有7%是無教派穆斯林，其餘2%的人口是俄羅斯東正教、各種新教教派、天主教、祆教和佛教徒。
據報導，主流穆斯林領導人擔心少數宗教團體會破壞民族團結，人們也擔心宗教機構在政治領域變得活躍。塔吉克斯坦伊斯蘭復興黨是塔吉克內戰的主要參戰者，當時也為塔吉克斯坦伊斯蘭國家建立的支持者。根據法規，佔政府的比例不超過30%，而伊扎布特的成員資格是非法的，該黨今天旨在以非暴力方式推翻世俗政府並將塔吉克人統一在一個伊斯蘭國家之下，然其成員是非法的，是以將受到逮捕和監禁。
根據法律，宗教團體必須在國家宗教事務委員會（SCRA）和地方當局登記，要想在SCRA註冊需要一份章程、一份10名以上成員的名單，以及當地政府批准祈禱地點位置的證據；沒有實體結構的宗教團體不得公開聚集祈禱，未註冊者可能會導致巨額罰款並關閉禮拜場所。有報導稱，有時在地方一級進行註冊是很難的，18歲以下的人也被禁止參加公共宗教活動。
在本條目中出現塔吉克的主要原因，是因為該國政府本身──或被視為──乃聲稱迫害穆斯林的根源，（而非來自外部勢力或其他宗教團體。）這將使報導的問題容易因媒體和個人宗教信仰或偏好產生偏見。事實上，政府──顯然得到了人民的認可下──正試圖讓政府完全世俗化（政教分離），以免被認為這是來自其他周邊國家的問題。
- 憲法規定保障宗教自由，政府普遍尊重這一權利。[348]
- 政府會監控、限制宗教機構之活動，以防它們逐漸公開政治化。[348]
- 宗教團體必須由專門監督穆斯林團體活動之宗教事務委員會登記。[348]
- 官方給出的註冊手續是為了確保宗教團體依法行事，並在實踐中確保他們不會變得過於政治化。[348]
- 伊莫馬利·拉赫莫諾夫總統強烈捍衛「世俗主義」，致使他的追隨者都可能將其理解為「反宗教」而非「無神論」。[348]
- 絕大多數公民，包括政府成員在內，都認為自己是穆斯林，並不反伊斯蘭，然而，他們都普遍擔心伊斯蘭原教旨主義的發生。[348]
- 1998年的一項法律明文禁止創建具宗教傾向之政黨。[348]
- 據報導，2015年11月的一項規定明文禁止政府官員參加週五祈禱。[349][350]
- 週五的「政府官員祈禱禁令」似乎與在正常工作時間下班後即參加祈禱有關。一位匿名的政府官員告訴亞洲之聲（英语：Asia-Plus）道：「在過去兩周中，我們的管理層禁止我們在古爾邦節後的下班時間去參加週五的祈禱。」[350]

2004年8月，吉克烏里瑪委員會或學者──該國最高的穆斯林團體──頒布了一項教令：清真寺不允許婦女進入，有部分原因是因為塔吉克3980座清真寺中，很少有清真寺讓男女分開禮拜，而這是伊斯蘭教通常要求的做法。不過，該教令並沒有得到嚴格執行，最近有報導稱烏里瑪委員會將放寬禁令。
塔吉克只批准對兒童進行由國家控制的宗教教育，並禁止他們留長鬍鬚。
在塔吉克，清真寺被禁止允許18歲以下兒童進行星期五祈禱。
從2011年初開始，塔吉克政府關閉了1500座清真寺，此外還禁止兒童戴頭巾，禁止使用擴音器進行祈禱，禁止清真寺允許婦女進入，並監督伊瑪目和在國外學習伊斯蘭教育的學生，在政府批准的清真寺內佈道，並將清真寺佈道時間限制在15分鐘以內。穆斯林受到塔吉克政府頒布的「宗教法」的最負面影響，比如：減少了伊瑪目在婚禮期間的佈道，使「大教堂清真寺」成為伊瑪目佈道的唯一合法場所，五重清真寺不允許佈道；五重清真寺是小型清真寺，服務人數有限，而中型和大型清真寺被歸類為大教堂清真寺；戴頭巾的女孩會被學校開除；護照照片上不允許戴頭巾和鬍鬚等等。一些沒有登記的清真寺會被塔吉克政府不被視為清真寺並拆除、關閉。
塔吉克人到國外從事宗教研究需要政府批准，特別是穆斯林的宗教活動，通常都受到塔吉克政府的控制，其餘如伊斯蘭學校、伊瑪目和清真寺等亦然。
在越來越虔誠的塔吉克人中，伊斯蘭阿拉伯名字比塔吉克名字更受歡迎，然而，政府已經考慮要取締使用阿拉伯-伊斯蘭名字的兒童。當時的塔吉克總統埃莫馬利·拉赫蒙曾表示，波斯史詩《列王記》應該被用作名字的來源，他提出的法律暗示在他的反頭巾和反鬍鬚法之後，穆斯林名字將被禁止。
如今塔吉克伊斯蘭復興黨已被塔吉克斯坦政府取締。在此之前，由於伊朗政府允許一名伊斯蘭復興黨成員進行訪問，塔吉克曾提出了外交抗議。

#### 越南
越南占族雖然為當地之原住民，但越南政府將他們歸類為少數民族，而非原住民。在現任越南政府的領導下，占族睦鄰受到了暴力的宗教、種族迫害，並被限制他們的信仰，此外越南政府還沒收了占族人的財產，並禁止占族人遵守他們的宗教信仰。2010年與2013年分別發生了住在成信村與福澤村的占族被越南人殺害的事件；2012年，周詹村的越南警察衝進了占族清真寺，偷走了發電機，還強奸了占族女孩。湄公河三角洲的佔族穆斯林在經濟上也被越南政策並陷入貧困，越南京族在國家支持下定居在佔族佔多數的土地上，同時，越南政府已將消除少數民族的宗教習俗作為目標。

### 歐洲

#### 波赫

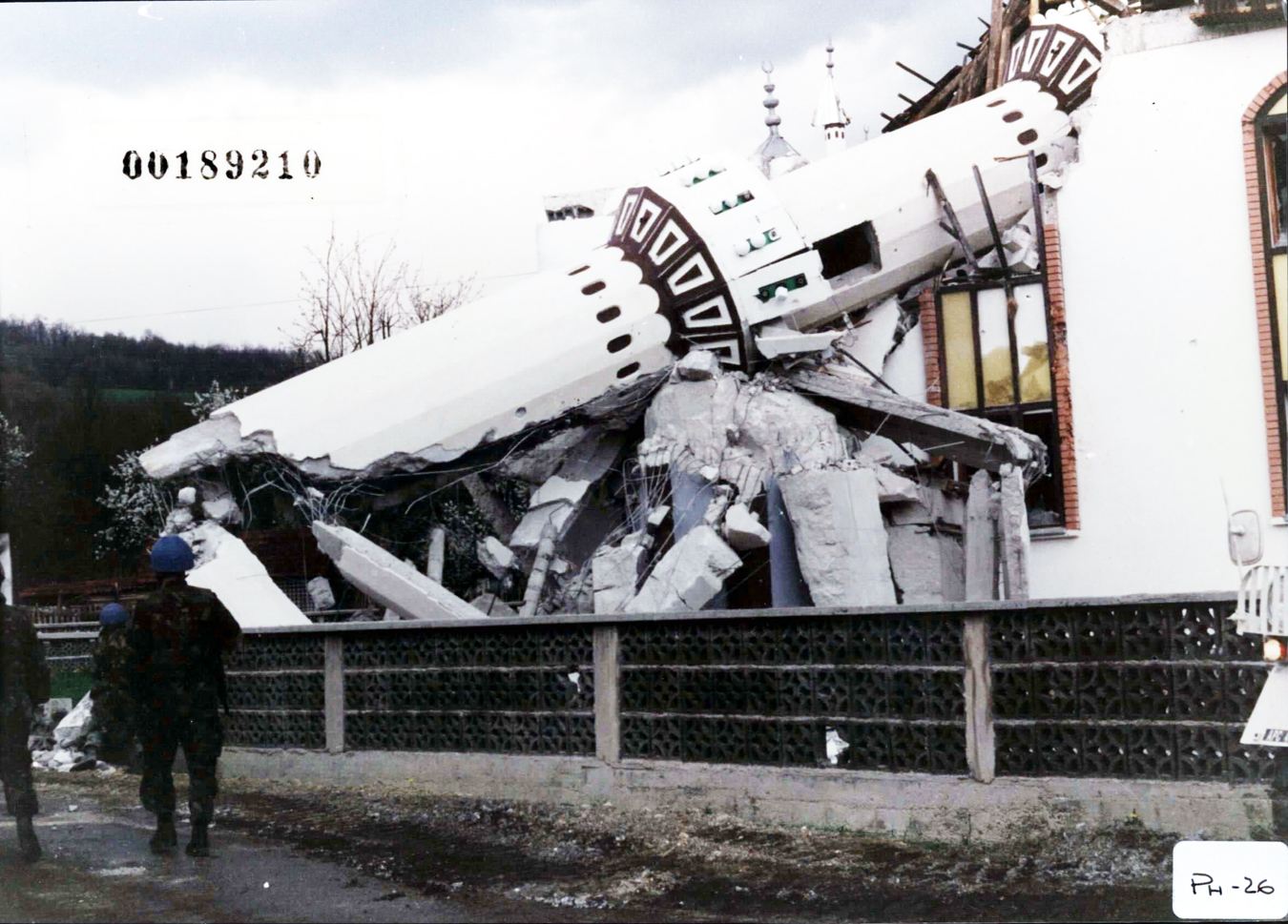
1993年4月，克羅埃西亞國防委員會在艾米奇所拆除的清真寺

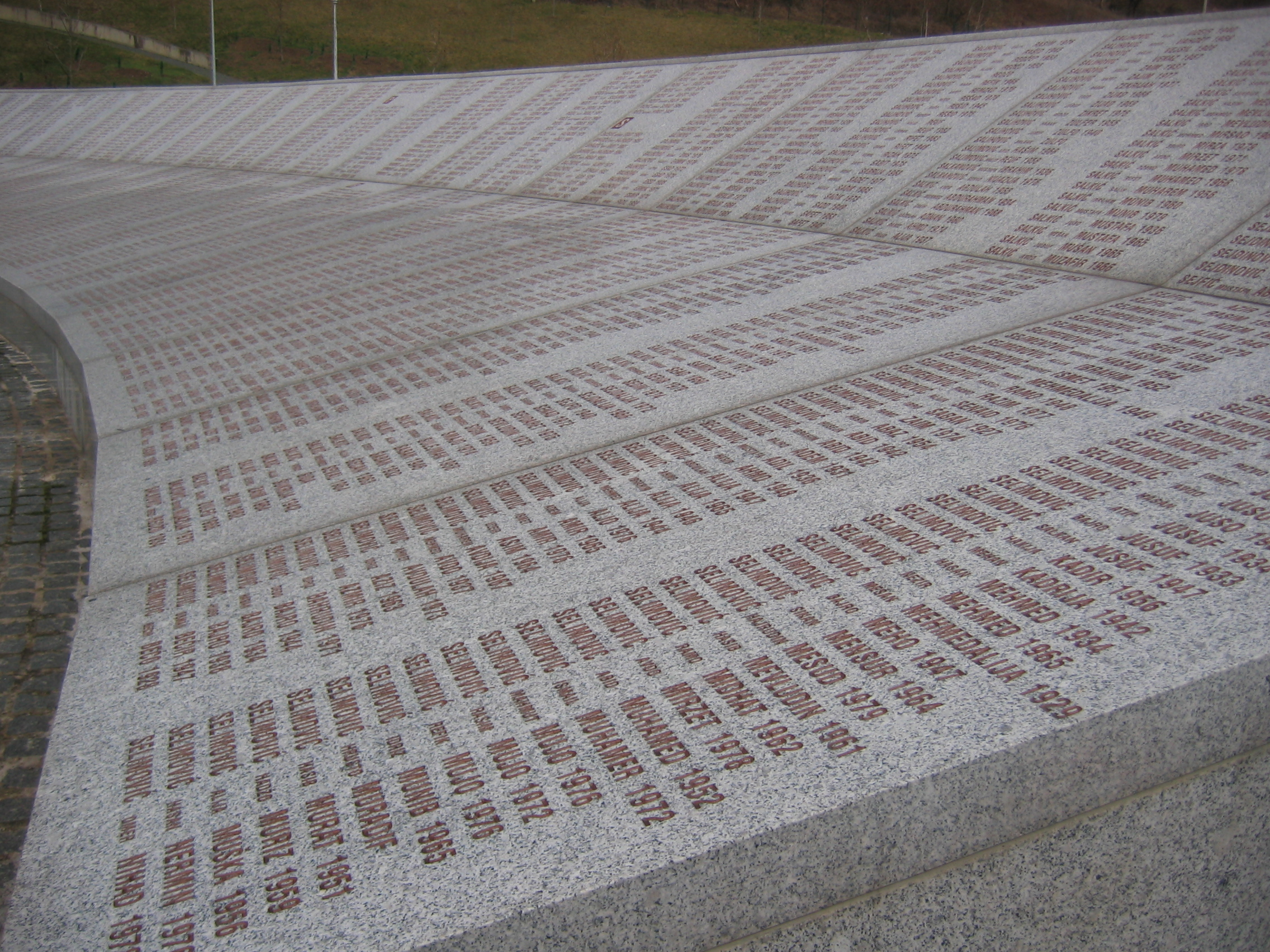
斯雷布雷尼察大屠殺紀念館中的遇害者名單刻碑

據報導，大多數迫害發生在波士尼亞戰爭期間。首先，所有三個派別採取的行動都導致了波士尼亞大屠殺：即1995年塞族共和國軍在斯雷布雷尼察和澤帕發生的種族滅絕行動，或者在1992-1995年之波士尼亞戰爭期間，在塞族共和國控制的某些地區進行的更廣泛之種族清洗運動。
1995年在斯雷布雷尼察發生的事件中包括徹底清洗8000多名波士尼亞男性和男孩，以及大規模驅逐另外25000-30000名波士尼亞平民：這些行動是由拉特科·姆拉迪奇所指揮的塞族共和國軍實施。
塞族共和國軍實的種族清洗，所針對的是波士尼亞穆斯林，包括了非法監禁、謀殺、強姦、性侵犯、酷刑、毆打、搶劫和對平民的不人道待遇；處處針對政治領袖、知識分子和專業人士；非法驅逐和轉移平民；非法砲擊平民；非法侵占和掠奪不動產和動產；破壞房屋和企業；以及破壞禮拜場所。
斯雷布雷尼察大屠殺，也稱為斯雷布雷尼察種族滅絕，是1995年7月波士尼亞戰爭期間在斯雷布雷尼察鎮及其周邊地區殺害了8000多名波士尼亞人（波士尼亞穆斯林，主要是男性和男孩）之事件，由拉特科·穆拉迪奇指揮的塞族共和國軍實施。聯合國秘書長將該場大屠殺描述為二戰以來歐洲土地上最嚴重的罪行。來自塞爾維亞的一支名為「蠍子」的準軍事部隊，直到1991年才正式隸屬於塞爾維亞內政部，並與數百名俄羅斯和希臘志願軍一起參與了大屠殺。

#### 保加利亞
1989年，31萬名土耳其人離開保加利亞，其中許多人因共產主義獨裁者托多爾·日夫科夫政權的同化運動而面臨壓力（儘管其中多達三分之一在年底前返回）。該計劃開始於1984年，並迫使居住在保加利亞的土耳其人與其他穆斯林採用保加利亞語名字，並放棄所有的穆斯林習俗。關於在1984年開始的同化運動之動機尚不清楚，然而有一些專家認為這是因為土耳其人不成比例的高出生率和保加利亞人的低出生率相對比之因素。在戰役的更名階段，許多土耳其城鎮和村莊被軍隊包圍，隨後這些市民便獲得了帶有保加利亞名字的新身份證。如若沒有出示新卡者，將會被沒收工資、養老金和銀行提款；同樣的，出生或結婚證書也只能以保加利亞人的名義簽發。此外，土耳其傳統服飾被禁止；許多房屋被搜查，並使土耳其身份的所有跡像被徹底清除，許多清真寺也因而關閉。根據當時的估計，有500到1500人因抵制同化措施而喪生，還有數千人被監禁、勞教或強制重新安置。

#### 法國
在針對《查理週刊》的伊斯蘭恐怖襲擊，造成23人傷亡後的一周內，法國報告了54件反穆斯林事件，包括21起針對伊斯蘭建築（例如清真寺）的行動（使用bb槍和假手榴彈等非致命武器射擊）和33起威脅和侮辱案件的報告。 其中，有人向巴黎西部的勒芒的一座清真寺投擲了三枚手榴彈，並在其窗戶上發現了一個彈孔。此外，拉努韋勒港的一個穆斯林祈禱廳也遭到槍擊；位於索恩河畔自由城的一座清真寺附屬餐廳也發生爆炸。沒有任何人員傷亡報告。襲擊發生後七天，在家中的穆罕默德·馬庫利被28歲的鄰居湯姆士·甘貝特刺死，當時後者大喊：「我是你的上帝，我是你的伊斯蘭教」，他的妻子納迪亞在試圖救他時手部受傷。
2015年12月24日-28日，在科西嘉島的一系列抗議中，一些科西嘉民族主義者於遊行後將一座穆斯林祈禱大廳燒毀，並將古蘭經點燃，這些抗議者聲稱是為了報復前一天發生的一起事件，當時消防員和警察在皇帝花園附近遭到襲擊；然而，外部觀察者將隨後發生的騷亂稱為反阿拉伯和反穆斯林事件。隨後，科西嘉民族主義政客聲稱他們的觀點並沒有使仇外心理合法化，而是將抗議歸咎於法國民族主義。學術界對這一說法的看法存在分歧。

#### 德國

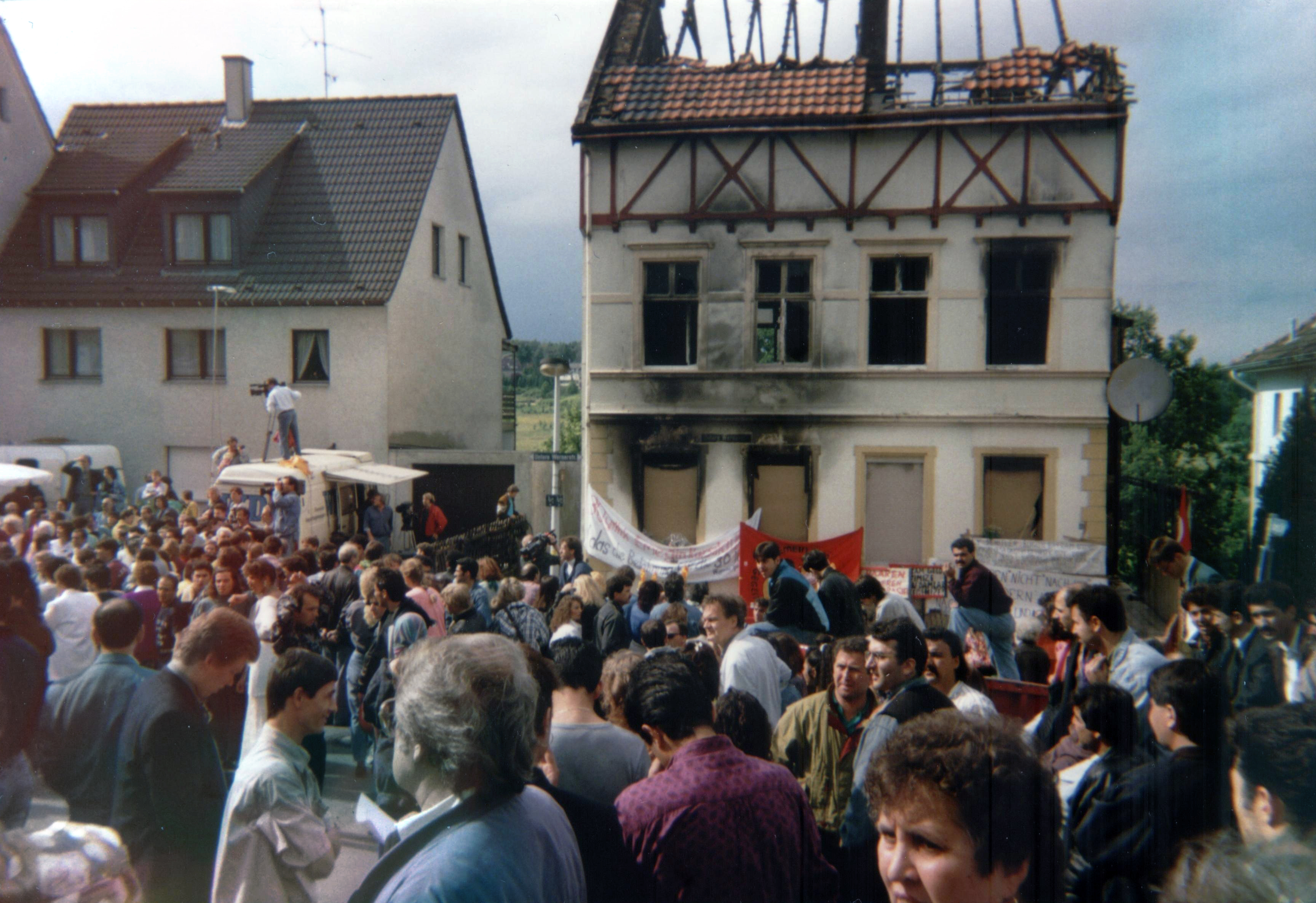
德國人與土耳其人在1993年索林根縱火案的共同示威

1993年5月28日，四名白人力量光頭黨人士（16-23歲）放火燒毀了索林根的一個穆斯林土耳其家庭的房屋，造成3名女孩和2名婦女死亡，包括數名兒童在內的其他14名家庭成員受傷，其中一些傷勢嚴重。
2004年6月9日，科隆一個受土耳其移民歡迎的商業區發生釘子炸彈襲擊，造成22名土耳其人受傷，一家理髮店和許多其他商店被徹底摧毀，許多停放的汽車也被嚴重損壞。
2009年7月1日，馬爾瓦·埃爾-舍比尼在德國的一個法庭上被刺死：她於稍早前提供了針對她的攻擊者的證據，後者因她戴著伊斯蘭頭巾而對她進行侮辱──她被稱為「伊斯蘭主義者」、「恐怖分子」和（根據一份報告）「蕩婦」。
國家社會主義地下謀殺案發生於2000-06年之間：新納粹團體殺害了10人。爾後，警方發現了一份包含88人的名單，包括「聯邦議院的兩名重要成員以及土耳其和伊斯蘭團體的代表」。
從2012到2014年，德國官員記錄了70多起針對清真寺的襲擊事件。到了2016年，德國有91座清真寺遭到襲擊，警方表示由於大部分案件尚未解決，目前僅逮捕一名。據報導稱2017年發生了950起針對穆斯林與清真寺的襲擊，並造成34名穆斯林受傷。2018年，警方記錄了813起針對穆斯林的仇恨犯罪，造成至少54名穆斯林受傷。2019年上半年德國發生了132起恐伊斯蘭事件，造成4名穆斯林受傷。
2018年7月17日，一名男子在土耳其一家麵包店向一名戴頭巾的女員工開了六槍，沒有造成人員傷亡。

#### 荷蘭
根據阿姆斯特丹大學的作者兼研究員伊內克·范德瓦克的研究表明，過去十年以來，荷蘭有三分之一的清真寺至少經歷過一起破壞事件，以及威脅信、縱火未遂或其他攻擊性行為。

#### 挪威
2011年7月22日，安德斯·貝林·布雷維克連續兩起針對政府、平民和工人青年聯盟（AUF）夏令營的國內獨狼式恐怖襲擊，造成77人死亡，至少319人受傷。分析人士稱他有伊斯兰恐惧和對伊斯蘭教的仇恨，並且認為自己是一個致力於阻止穆斯林移民歐洲浪潮的騎士。在一份宣言中，他將反對他所認為的歐洲伊斯蘭化作為他發動襲擊的動機。
2019年8月11日，21歲的獨行槍手菲利普·曼豪斯在距離奧斯陸20公里的郊區貝魯姆的一座清真寺開火，他打傷了一名信徒後，被另外兩名信徒制服（那時寺內共有三名信徒）。

#### 瑞典
2009年和201 年，馬爾默發生了一系列針對深色皮膚和非瑞典人外表的槍擊事件，造成兩人死亡和13人受傷，肇事者有「強烈的反移民情緒」，除了一名受害者外，其他所有人都不是瑞典人。
2014年12月25日語2015年1月1日，瑞典埃斯勒夫、烏普薩拉、埃斯基爾斯蒂納的清真寺發生三起縱火襲擊事件，造成至少5名穆斯林平民受傷。
2015年10月22日，一名蒙面劍客特羅爾海坦的克洛南中學中打死三人，打傷一人。肇事者選擇這所學校的原因是因為該學校的移民人口眾多，最終他被警察擊斃。這是瑞典歷史上對學校最致命的一場襲擊。

#### 瑞士
蘇黎世伊斯蘭中心槍擊案是2016年12月19日，位於蘇黎世中部之一座伊斯蘭中心發生的多人大規模槍擊事件。有三人在襲擊中受傷，其中兩人傷勢嚴重，但預計所有人都能倖免於難。
2019年，瑞士每兩個穆斯林中就有一個表示，他們因宗教身份而受到歧視。

#### 英國
2015年有46%的英國穆斯林表示在英國作為穆斯林很難。
2016年，Tell MAMA報告有1223起伊斯兰恐惧襲擊案件。
2017年5月發生曼徹斯特體育場爆炸案後，英國針對穆斯林的仇恨犯罪報告數量增加了700%。2017-18年，該國記錄了94098起仇恨犯罪，其中有52%為針對穆斯林，每天報告的針對穆斯林的仇恨犯罪約為130-140起，並且蘇格蘭場表示這些罪行「被嚴重低估」。
2018年8月，由於鮑里斯·約翰遜對戴面紗的女性發表之評論，導致反穆斯林襲擊和虐待事件激增。在他發表評論後的一周內，Tell MAMA表示反穆斯林事件從前一周的8起，增加到接下來的38起，相當於增加了375%。在有紀錄的反穆斯林仇恨犯罪中，有22起針對戴頭巾或面紗的女性。
2019年，英國記錄了3530起伊斯蘭仇恨犯罪案件。在2019年3月基督城清真寺槍擊案一周後，針對穆斯林的仇恨犯罪報告數量增加了593%：在3月15日（基督城清真寺槍擊事件發生當天）至3月21日午夜期間，《衛報》報告了95起事件。

### 美洲

#### 加拿大
來自加拿大各地的警方報告稱，穆斯林是僅次於猶太人的第二大目標宗教群體。雖然針對猶太人以外的宗教群體仇恨犯罪有所減少，但自從911事件後針對穆斯林的仇恨犯罪有所增加。2014年，警方在加拿大記錄了99起針對穆斯林的出於宗教動機的仇恨犯罪，與2012年相同的數字為45起。
2015年，多倫多報告了類似的趨勢：仇恨犯罪總體下降了8.2%，但針對穆斯林的仇恨犯罪有所增加。警方推測這可能是因為巴黎襲擊案和對難民的憤怒，爾後，穆斯林面臨著多倫多市內第三高的仇恨犯罪目標，僅次於猶太人和LGBTQ社區。
2017年1月29日，魁北克市伊斯蘭文化中心發生大規模槍擊事件，造成6人死亡、19人受傷。加拿大總理賈斯汀·杜魯多與魁北克省省長菲利普·庫亞爾稱該事件為恐怖攻擊，但肇事者並未因此受到恐怖主義的指控。該事件被歸類為仇恨犯罪和恐伊斯蘭襲擊。
2021年6月，伊斯蘭家族中的五名成員成為安大略省倫敦市國內恐怖襲擊的受害者，四名成員在這次襲擊中喪生，一名9歲男孩則受了重傷。據報導，該行為是出於反穆斯林仇恨的預謀和動機。

#### 美國

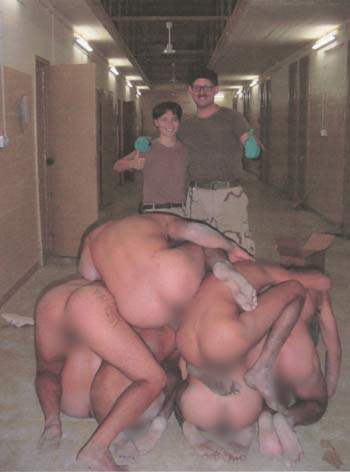
阿布格萊布監獄的虐囚狀況

在911事件之後，該國針對中東後裔的仇恨犯罪數量從2000年的354起，增加到2001年的1501起。
佐雷·阿塞米是紐約蝗蟲谷一家美甲沙龍的伊朗裔美國穆斯林老闆，他於2007年9月遭到搶劫、毆打，並稱其為「恐怖分子」，當局稱之為偏見犯罪。阿塞米被踢了一腳，被開箱刀切開了她的手，還被錘子砸了她的手。此外肇事者強行從沙龍拿走2000美元，並在鏡子上潦草地寫下反穆斯林誹謗，還告訴阿塞米「滾出城鎮」。她的同類在該地區同樣也「不受歡迎」。朋友和家人說，襲擊發生在她被稱為「恐怖分子」並被告知「離開城鎮」的兩週之後。
2010年8月25日，一名紐約出租車司機在乘客問他是否是穆斯林後被刺傷。
2012年12月27日，紐約31歲的埃里卡·梅嫩德斯據稱將一名從印度移民的，名叫森南托·森的小商人推到地鐵軌道上，爾後他被火車撞死。長期患有精神疾病和暴力傾向的梅嫩德斯告訴警方：「我把一個穆斯林趕出了火車軌道，因為我討厭印度教徒和穆斯林……自從2001年他們把雙子塔拆了之後，我便一直在毆打他們。」後來，她被指控犯有仇恨罪的二級謀殺罪，並於2015年被判處24年有期徒刑。
美國公民自由聯盟追蹤全國範圍內的反清真寺活動，並注意到在過去五年中至少發生了50起反清真寺事件。
據移民倡導者表示，2020年的某報導稱佛羅里達州邁阿密的一個聯邦移民設施中的穆斯林，被拘留者多次違反他們的宗教信仰，向他們提供豬肉或豬肉製品。邁阿密克羅姆拘留所的穆斯林被迫吃豬肉，是因為ICE所提供的符合宗教規定/清真之食品一直腐爛、過期。在一個例子中，據稱克羅姆的隨行神職人員駁回了被拘留的穆斯林的求助請求，說：「就是這樣。」民權組織表示許多人因此患上了胃痛、嘔吐和腹瀉等疾病。ICE發言人則反駁道：「任何聲稱ICE拒絕讓人們有合理和公平的機會遵守其宗教飲食習慣的指控都是子虛烏有。」據報導早在2019年之時，一名持有有效美國工作許可證的巴基斯坦出生男子被連續六天被供應豬肉三明治。

##### 非法拘留
在911事件後，許多阿拉伯人和穆斯林抱怨機場的加強審查和種族定性。在波士頓環球報進行的一項民意調查中，71%的黑人和57%的白人認為「阿拉伯人和阿拉伯裔美國人在登機前應該接受更特別、更嚴格的安全檢查」；一些穆斯林和阿拉伯人抱怨在沒有任何解釋的情況下被關押，並無故遭到數小時的訊問和逮捕：此類案件已導緻美國公民自由聯盟提起訴訟。福克斯新聞電台主持人麥克·加拉格爾建議，在911事件後，機場應該要有一條「穆斯林限定」線路，並稱「現在是在美國機場設立穆斯林檢查站並對穆斯林進行審查的時候了。你最好不要不信邪，是時候了。」在紐約皇后區，穆斯林和阿拉伯人抱怨紐約警察局在與所謂的Zazi恐怖陰謀有關的突襲行動中，不公平地針對穆斯林社區。

##### 對反恐戰爭的批判
反恐戰爭被前美國司法部長拉姆齊·克拉克貼上反伊斯蘭標籤，他稱「大多數政客都把它稱為伊斯蘭恐怖分子，但他們真正的意思是整個伊斯蘭教的威脅。因此，對伊斯蘭教的戰爭的想法無論如何都是從未見過的大比例想法」。
迄今為止，在反恐戰爭中喪生的人數尚未得到廣泛認同，因為布什政府已將其定義為包括阿富汗戰爭、伊拉克戰爭和其他地方的行動。國際防止核戰爭醫生組織、社會責任醫生組織和全球生存醫生組織估計總傷亡人數在130萬到200萬之間；布朗大學沃森國際和公共事務研究所在2018年的另一項研究表明，伊拉克、阿富汗和巴基斯坦的反恐戰爭總傷亡人數在480000至507000人之間，而在2019年的一項研究表明，如果將敘利亞和葉門包括在內時，反恐戰爭造成的直接死亡人數超過80萬，再加上間接死亡人數的話，死亡人數將飆升至310萬，甚至更多。

### 非洲

#### 布吉納法索
2019年10月11日，布吉納法索北部一座清真寺發生大規模槍擊事件，造成16人死亡，兩人受傷。該事件發生在靠近馬里邊境的薩爾莫西村知大清真寺內祈禱時。法新社報導說，有13人當場死亡，3人傷重不治。

#### 中非共和國
在2013年中非內戰期間，反砍刀組織班吉的穆斯林社區和穆斯林族群（如富拉尼人）為目標。
2014年初為轉捩點；由於戰爭和屠殺而變得更加頑固，反砍刀組織犯下了多起暴行：在2014年，國際特赦組織報告了反砍刀組織對穆斯林平民實施的多起大屠殺，迫使數千名穆斯林逃離該國。
2014年6月24日，反砍刀組織把班巴里的一個營地殺害了17名富拉尼穆斯林，一些屍體甚至被襲擊者肢解並燒毀。
2017年10月11日，有25名穆斯林平民在肯貝的一座清真寺內被反砍刀組織民兵屠殺。

#### 查德
1979年2月，乍得南部發生反穆斯林騷亂，造成成百上千穆斯林平民喪生。

#### 馬利
2019年3月23日，槍手多次襲擊造成至少160人死亡，至少55名穆斯林富拉尼牧民受傷，原因是村民被指控參與支持伊斯蘭恐怖主義。Ogossagou和Welingara這兩個村莊受到的影響尤其嚴重。

### 大洋洲

#### 紐西蘭
基督城清真寺槍擊案為2019年3月15日星期五祈禱期間，在紐西蘭基督城挪爾清真寺與林伍德伊斯蘭中心連續發生的兩次白人至上主義恐怖襲擊，造成51人死亡，40人受傷。